# تاریخ کرواسی

مرزهای کرواسی از قرن نهم

در زمان امپراتوری روم، منطقه کرواسی مدرن شامل دو استان رومی، پانونیا و دالماسیا بود. پس از فروپاشی امپراتوری روم غربی در قرن پنجم، این منطقه به مدت ۵۰ سال در انقیاد استروگوت‌ها قرار گرفت، قبل از اینکه به امپراتوری بیزانس ملحق شود.
کرواسی، به عنوان یک دولت، برای اولین بار به عنوان یک دوک نشین در قرن هفتم، دوک نشین کرواسی ظاهر شد. با پادشاهی نزدیک پانونیای سفلی، متحد شد و به پادشاهی کرواسی ارتقا یافت که از ۹۲۵ تا ۱۱۰۲ ادامه داشت. از قرن دوازدهم، پادشاهی کرواسی وارد اتحادیه شخصی با پادشاهی مجارستان شد. این یک ایالت متمایز با حاکم خود (بان) و سابور باقی ماند، اما سلسله‌های سلطنتی را از قدرت‌های همسایه، در درجه اول مجارستان، ناپل و سلطنت هابسبورگ انتخاب کرد.
دوره از قرن ۱۵ تا ۱۷ با مبارزات شدید بین امپراتوری عثمانی در جنوب و امپراتوری هابسبورگ در شمال مشخص شد.
پس از جنگ جهانی اول و انحلال اتریش-مجارستان در سال ۱۹۱۸، اراضی کرواسی به پادشاهی یوگسلاوی، که تحت سلطه صربستان بود، ملحق شد. پس از تهاجم آلمان به یوگسلاوی در آوریل ۱۹۴۱، دولت دست نشانده کشور مستقل کرواسی، متحد با قدرت‌های محور، تأسیس شد. در می ۱۹۴۵، پس از سازوکار آلمانی تسلیم شکست خورد. جمهوری سوسیالیستی کرواسی به عنوان جمهوری متشکل از جمهوری سوسیالیستی فدرال یوگسلاوی تشکیل شد. در سال ۱۹۹۱، رهبری کرواسی روابط خود را با یوگسلاوی قطع کرد و در بحبوحه انحلال یوگسلاوی اعلام استقلال کرد.

## دوره ماقبل تاریخ
منطقه ای که امروزه به نام کرواسی شناخته می‌شود در سراسر دوره ماقبل تاریخ محل سکونت انسان سانان بوده‌است. فسیل‌های نئاندرتال‌ها مربوط به دوره پارینه سنگی میانی در شمال کرواسی کشف شده‌است که معروف‌ترین و بهترین مکان در کراپینا است. بقایای چندین فرهنگ نوسنگی و کالکولیتیک در سراسر کشور یافت شده‌است. بیشتر مکان‌ها در دره‌های رودخانه کرواسی شمالی هستند و مهم‌ترین فرهنگ‌هایی که حضورشان کشف شد شامل فرهنگ‌های Starčevo، Vučedol و Baden است. عصر آهن آثاری از فرهنگ هالشتات اولیه ایلیرین و فرهنگ سلتیک لا تن به جا گذاشت.

### دوره پیش از تاریخ
نویسنده یونانی هکاتائوس اهل میلتوس اشاره می‌کند که در حدود ۵۰۰ سال قبل از میلاد، منطقه آدریاتیک شرقی توسط تاریخ، لیبورن و ایلیری‌ها سکنی گزیده بود. استعمار یونان باعث شد که مهاجران جوامعی را در جزایر Issa (Vis) و Pharos (Hvar) ایجاد کنند.

## گسترش روم
قبل از گسترش روم، سواحل شرقی آدریاتیک بخش شمالی پادشاهی ایلیریایی را از قرن چهارم قبل از میلاد تا جنگ‌های ایلیرینی در ۲۲۰ سال قبل از میلاد تشکیل می‌داد. در سال ۱۶۸ قبل از میلاد، جمهوری روم تحت الحمایه خود در جنوب رودخانه نرتوا قرار گرفت. منطقه شمال نرتوا به آرامی در اختیار رومیان قرار گرفت تا اینکه استان ایلیریکوم به‌طور رسمی ح. 32-27 قبل از میلاد
این سرزمین‌ها سپس بخشی از استان روم ایلیریکوم شد. بین سالهای ۶ و ۹ پس از میلاد، قبایلی از جمله Dalmatae که نام این سرزمین‌ها را دادند، در شورش بزرگ ایلیرین‌ها علیه رومیان قیام کردند، اما این قیام سرکوب شد و در سال ۱۰ پس از میلاد ایلیریکوم به دو استان پانونیا و دالماسیا تقسیم شد. استان دالماسی در داخل کشور گسترش یافته و تمام رشته کوه‌های آلپ دیناریک و بیشتر سواحل شرقی آدریاتیک را پوشش می‌دهد. دالماتیا زادگاه امپراتور روم دیوکلتیان بود که وقتی در سال ۳۰۵ بعد از میلاد به عنوان امپراتور بازنشسته شد، یک قصر بزرگ در نزدیکی سالونا ساخت که بعدها شهر اسپلیت از آنجا توسعه یافت.

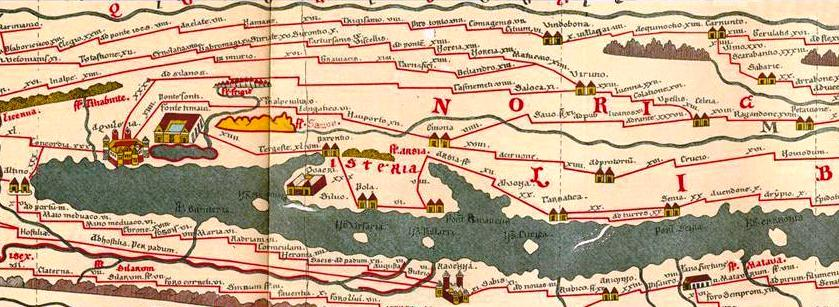
نقشه ای از شبه جزیره ایستریا از نقشه رومی Tabula Peutingeriana که در قرن چهارم ساخته شده‌است.

مورخانی مانند تئودور مومسن و برنارد باوانت استدلال می‌کنند که تا قرن چهارم تمام دالماسیا کاملاً رومی‌شده و به زبان لاتین زبان بود. دیگران، مانند الکساندر استیپچویچ، استدلال می‌کنند که فرایند رومی‌سازی انتخابی بود و عمدتاً مراکز شهری را در بر می‌گرفت، اما حومه‌ها را شامل نمی‌شد، جایی که ساختارهای سیاسی-اجتماعی پیشین ایلیرین فقط در صورت لزوم با مدیریت و ساختار سیاسی روم تطبیق داده می‌شد. استانکو گولدسکو استدلال کرده‌است که ولاخ‌ها یا مورلاک‌ها مردمانی لاتین زبان و چوپانی بودند که از دوران پیش از روم در کوه‌های بالکان زندگی می‌کردند. آنها در قدیمی‌ترین تواریخ کرواسی ذکر شده‌اند.
پس از فروپاشی امپراتوری روم غربی در سال ۴۷۶، با آغاز دوره مهاجرت، ژولیوس نپوس پس از فرار ۴۷۶ خود از ایتالیا، مدت کوتاهی بر قلمرو کاهش یافته خود از کاخ دیوکلتیان حکومت کرد. این منطقه سپس تا سال ۵۳۵ توسط استروگوت‌ها اداره می‌شد، زمانی که ژوستینین اول این قلمرو را به امپراتوری بیزانس اضافه کرد. بعدها بیزانسی‌ها موضوع دالماسی را در همان قلمرو تشکیل دادند.

### دوره مهاجرت
دوره روم با تهاجم آوارها و کروات‌ها در قرون ۶ و ۷ و نابودی تقریباً تمام شهرهای رومی به پایان رسید. بازماندگان رومی به مکان‌های مطلوب تر در ساحل، جزایر و کوه‌ها عقب‌نشینی کردند. شهر راگوزا توسط بازماندگان از اپیداوروم تأسیس شد. طبق اثر De Administrando Imperio، نوشته امپراتور بیزانس کنستانتین هفتم در قرن دهم، کروات‌ها در اوایل قرن هفتم از جنوب لهستان و غرب اوکراین وارد سرزمین کرواسی امروزی شدند. با این حال، این ادعا مورد مناقشه است و فرضیه‌های رقیب این رویداد را بین اواخر قرن ششم - اوایل قرن هفتم (جریان اصلی) یا اواخر هشتم - اوایل قرن نهم (حاشیه) نشان می‌دهند. داده‌های باستان‌شناسی اخیر نشان می‌دهد که مهاجرت و اسکان اسلاوها / کروات‌ها در اواخر قرن ششم و اوایل قرن هفتم رخ داده‌است.

## دوک نشین کرواسی (۸۰۰–۹۲۵)
از اواسط قرن هفتم تا زمان اتحاد در سال ۹۲۵، دو دوک نشین در قلمرو کرواسی امروزی وجود داشت، دوک نشین کرواسی و شاهزاده نشین پانونیای سفلی. در نهایت، دوک نشینی تشکیل شد، دوک نشین کرواسی، که توسط بورنا اداره می‌شد، همان‌طور که تواریخ آینهارد از سال ۸۱۸ شروع شد. این رکورد نشان دهنده اولین قلمروهای ثبت شده کرواسی، ایالت‌های تابعه فرانسیا در آن زمان است. مهم‌ترین فرمانروای پانونیای سفلی لیودویت پوساوسکی بود که بین سالهای ۸۱۹ تا ۸۲۳ با فرانکها جنگید. او از سال ۸۱۰ تا ۸۲۳ بر کرواسی پانونی حکومت کرد
سلطه فرانکها در زمان سلطنت میسلاو دو دهه بعد پایان یافت. دوک میسلاو جانشین دوک ترپیمیر، بنیانگذار سلسله ترپیمیروویچ شد. ترپیمیر با موفقیت با بیزانس، ونیز و بلغارستان جنگید. دوک ترپیمیر جانشین دوک دوماگوج شد که بارها جنگ‌ها را علیه ونیزی‌ها و بیزانسی‌ها رهبری کرد و ونیزی‌ها این فرمانروای کروات را «بدترین شاهزاده کروات» (dux pessimus Croatorum) نامیدند به گفته کنستانتین هفتم، مسیحیت کروات‌ها در قرن هفتم آغاز شد، اما این ادعا مورد مناقشه است و به‌طور کلی، مسیحیت با قرن نهم مرتبط است. در سال ۸۷۹، در زمان برانیمیر، دوک کرواسی، کرواسی دالماسی به عنوان یک ایالت از سوی پاپ جان هشتم به رسمیت شناخته شد.

## پادشاهی کرواسی (۹۲۵–۱۱۰۲)

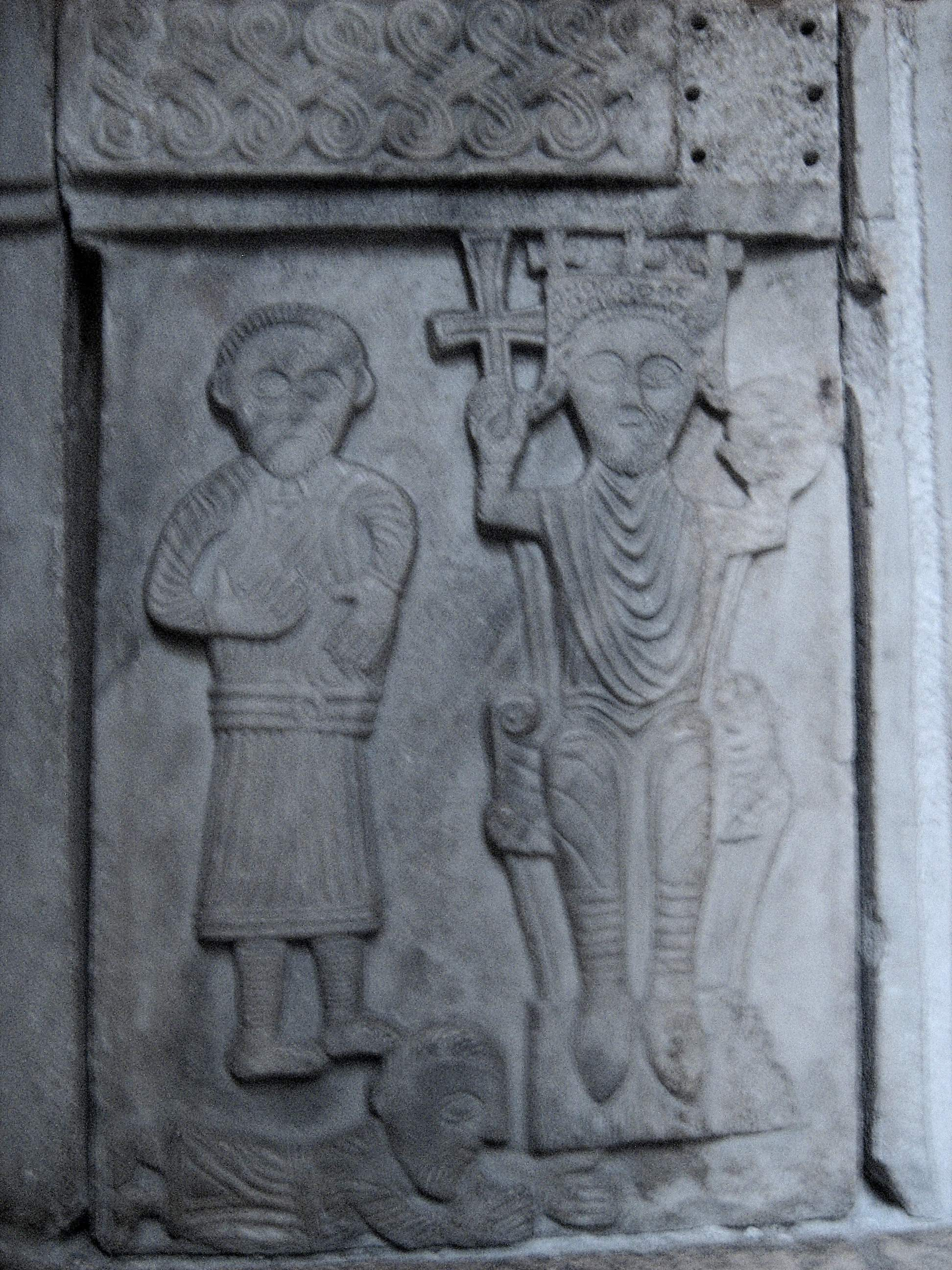
پلتئوس اسپلیت با شکل یک پادشاه، متعلق به قرن یازدهم. فرض بر این است که یک پادشاه کرواسی، احتمالاً Zvonimir را به تصویر می‌کشد. در اصل در کلیسای هالو قرار داشت.

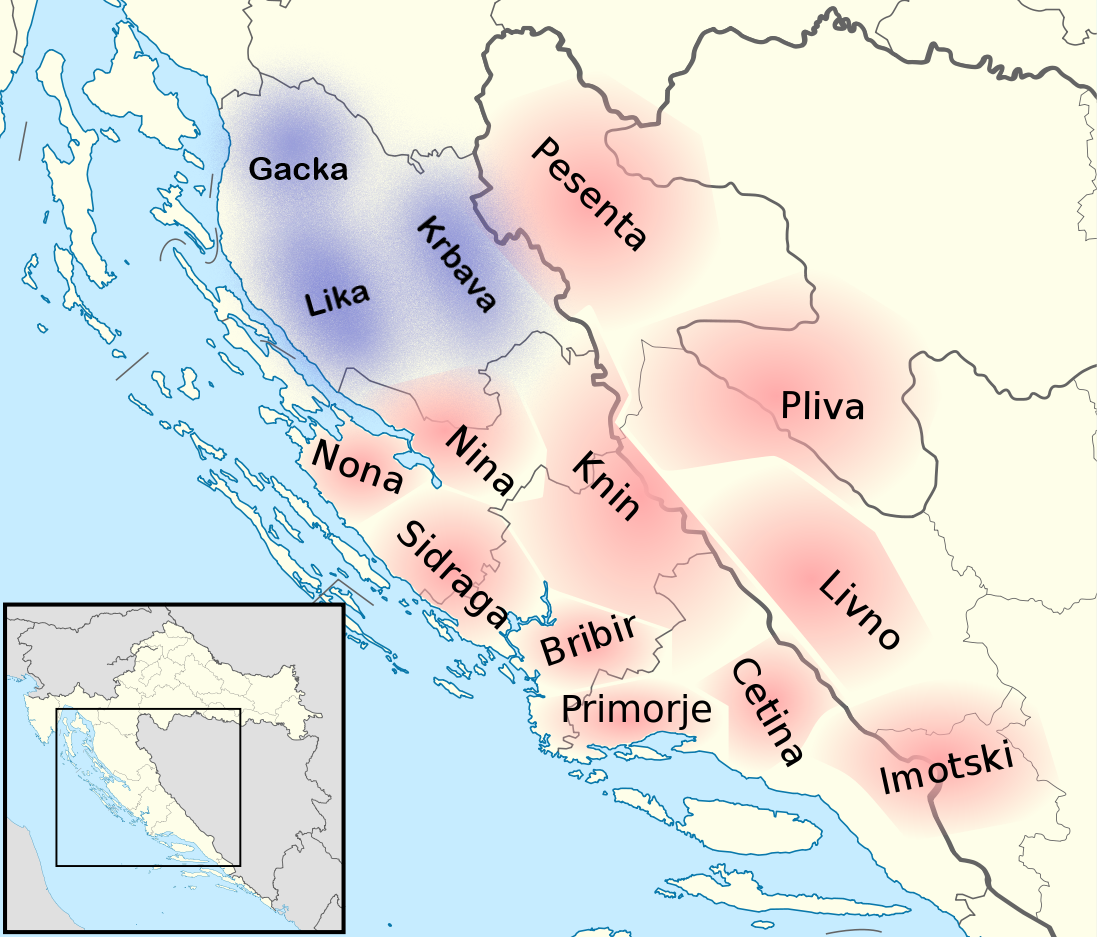
نقشه ای از شهرستان‌های کرواسی قرن دهم (županije)، همان‌طور که در De Administrando Imperio ذکر شده‌است. شهرستان‌هایی که با رنگ آبی مشخص شده‌اند، مناطقی را نشان می‌دهند که توسط ممنوعیت کرواسی اداره می‌شوند.

اولین پادشاه کرواسی به‌طور کلی تومیسلاو در نیمه اول قرن دهم در نظر گرفته می‌شود که در نامه‌های مربوط به شوراهای کلیسای اسپلیت و همچنین در De Administrando Imperio به این عنوان اشاره شده‌است. دومی همچنین ارتش تومیسلاو را توصیف می‌کند که حمله بلغارها به کرواسی را در نبرد ۹۲۶ در ارتفاعات بوسنی بیرون می‌راند.
دیگر فرمانروایان مهم کرواسی در آن دوره عبارتند از:
Mihajlo Krešimir II، ۹۴۹–۹۶۹، که بوسنی را فتح کرد و قدرت پادشاهی کرواسی را بازگرداند.
استیپان درژیسلاو، ۹۶۹–۹۹۷، متحد بیزانس در جنگ با امپراتور بلغارستان سامویل است.
استیپان، ۱۰۳۰–۱۰۵۸، پادشاهی کرواسی را احیا کرد و اسقف نشینی را در کنین تأسیس کرد.
دو ملکه کروات نیز از آن قرن شناخته می‌شوند، دوماسلاوا و هلن زادار، که سنگ نگاره اش در اواخر قرن نوزدهم در منطقه سولین در طی کاوش‌های باستان‌شناسی انجام شده توسط فران بولیک پیدا شد.
پادشاهی کرواسی قرون وسطایی در قرن یازدهم در دوران سلطنت پتار کرشیمیر چهارم (۱۰۵۸–۱۰۷۴) و دمتریوس زوونیمیر (۱۰۷۵–۱۰۸۹) به اوج خود رسید. هنگامی که استیپان دوم در سال ۱۰۹۱ درگذشت و به سلسله ترپیمیروویچ پایان داد، لادیسلاو اول مجارستان بر اساس همسر زوونیمیر ، یلنا (هلن) که دختر بلا اول پادشاه مجارستان بود، تاج و تخت کرواسی را به دست آورد. مخالفت با این ادعا منجر به جنگ بین ارتش وفادار به پتار سانچیچ و ارتش وفادار به کولومان اول پادشاه مجارستان شد و پس از شکست ارتش پتار سانچیچ، اتحادیه شخصی کرواسی و مجارستان ایجاد شد. در سال ۱۱۰۲، با کولومان. به عنوان حاکم

## اتحاد شخصی با مجارستان (۱۱۰۲–۱۵۲۷) و جمهوری ونیز

### کرواسی تحت سلسله ارپاد

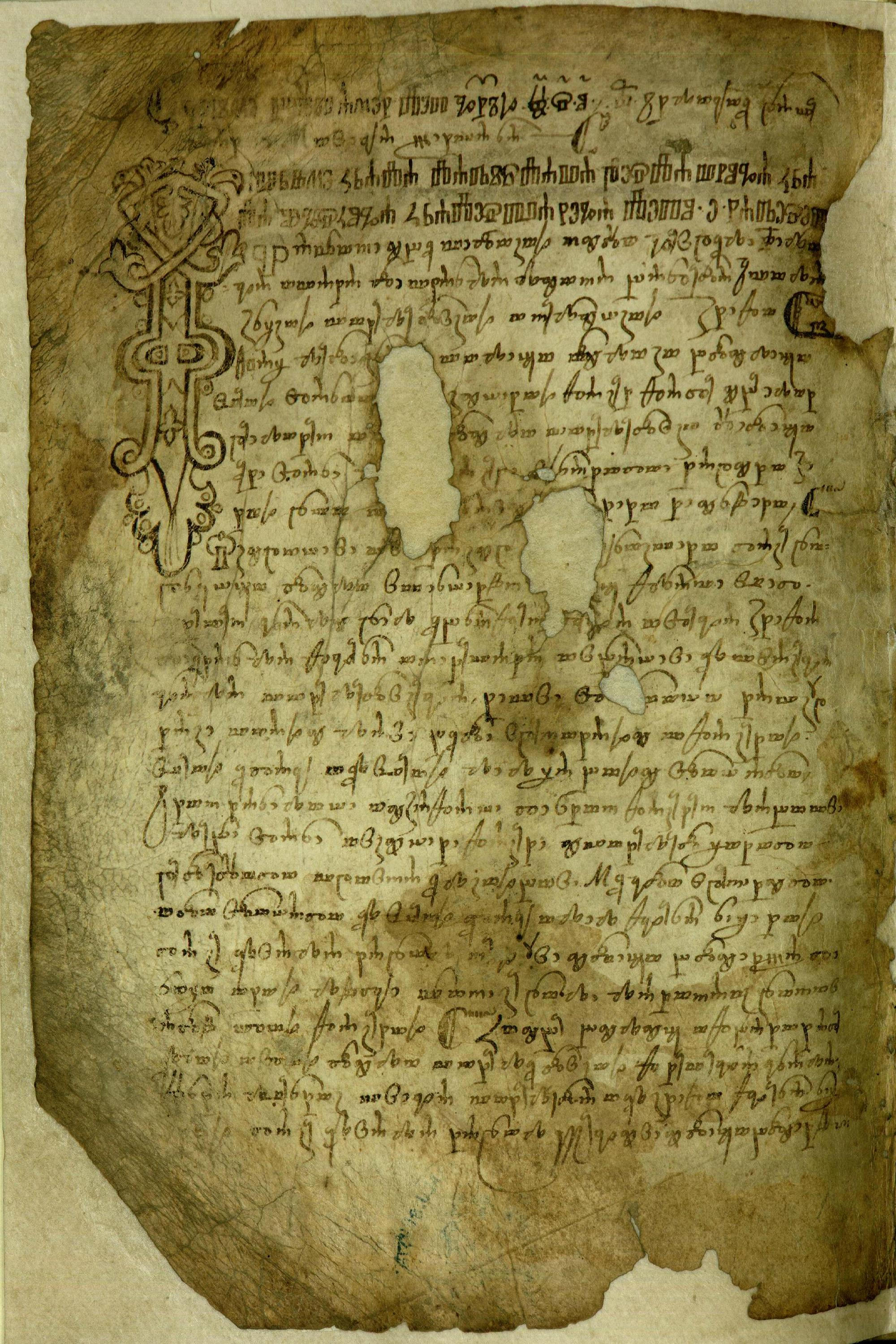
قانون وینودول از سال ۱۲۸۸ که به خط گلاگولیتی نوشته شده‌است، قدیمی‌ترین متن قانونی است که به زبان کرواتی نوشته شده‌است. این آیین‌نامه روابط بین ساکنان شهر وینودول و اربابان آنها، کنت‌های کرک را تنظیم می‌کرد.

یکی از پیامدهای وارد شدن به اتحادیه شخصی با مجارستان در زمان پادشاه مجارستان، معرفی یک سیستم فئودالی بود. پادشاهان بعدی با دادن امتیازات خاصی به شهرها به دنبال بازگرداندن بخشی از نفوذ خود بودند. طی چهار قرن بعدی، پادشاهی کرواسی توسط سابور (پارلمان) و بان (نایب السلطنه) منصوب شده توسط پادشاه اداره می‌شد. در سال ۱۲۱۷، پادشاه مجارستان ، اندرو دوم، علامت صلیب را گرفت و عهد کرد که به پنجمین جنگ صلیبی برود. او پس از جمع‌آوری ارتش خود، از مجارستان به سمت جنوب به سمت زاگرب و سپس کنین حرکت کرد و پس از آن به سوی اسپلیت در سواحل آدریاتیک حرکت کرد. پادشاه و گروهش با کشتی به سرزمین مقدس رفتند. پادشاه بلا چهارم، پسر اندرو، مجبور شد با مشکلات ناشی از اولین حمله مغول به مجارستان دست و پنجه نرم کند. پس از شکست مجارستان در نبرد رودخانه ساجو در سال ۱۲۴۱، پادشاه به امید پناه بردن به دالماسیا و مغولان در تعقیب، به دالماسیا عقب‌نشینی کرد. مغول‌ها سرانجام با دریافت خبر مرگ اوگدی خان عقب‌نشینی کردند. همان‌طور که مورخ کروات دامیر کاربیچ اشاره می‌کند، در طول اقامت بلا در دالماسی، اعضای خانواده اشرافی شوبیچ برای پناه دادن به او شایستگی کسب کردند، بنابراین در ازای آن، پادشاه شهرستان بریبر را به آنها اعطا کرد، جایی که قدرت آنها در زمان پل اول به اوج خود رسید. شوبیچ از بریبر.
بنابراین، در این دوره، فرانکوپان‌ها و شوبیچ‌ها، اشراف بومی، به شهرت رسیدند. تعداد زیادی ممنوعیت در آینده کرواسی از این دو خانواده اصیل سرچشمه می‌گیرد. شاهزادگان بریبر از خانواده شوبیچ به ویژه اثرگذار شدند، زیرا کنترل خود را بر بخش‌های وسیعی از دالماسیا، اسلاونیا و حتی بوسنی اعلام کردند.

### کرواسی تحت سلسله آنژو

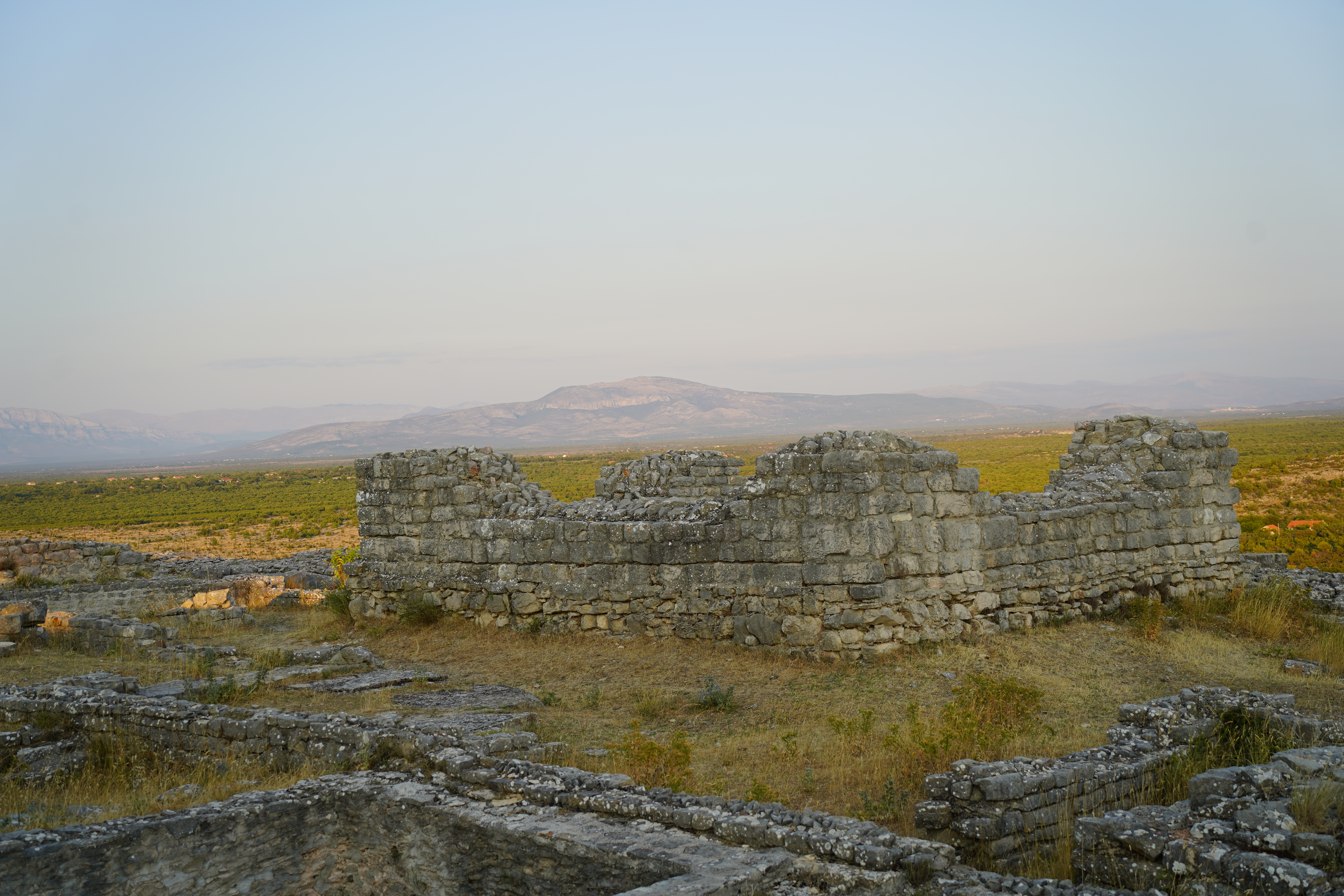
یکی از کرسی‌های پل شوبیچ، نجیب‌زاده قرن چهاردهمی، در بریبر. پل دارای عناوین ارثی ممنوعیت کرواسی و لرد بوسنی بود. مورخان کروات گاهی از پولس به عنوان «پادشاه بی تاج کرواسی» یاد می‌کنند.

لرد پل شوبیچ چنان قدرت انباشته کرد که به عنوان یک حاکم مستقل بالفعل حکومت کرد. او پول خود را اختراع کرد و عنوان ارثی Ban of Croatia را داشت. پس از مرگ لادیسلاو چهارم، پادشاه مجارستان، که وارث مردی نداشت، بحران جانشینی پدید آمد و در سال ۱۳۰۰، پل از چارلز روبرت آنژو دعوت کرد تا به پادشاهی مجارستان بیاید و کرسی سلطنتی آن را به دست گیرد. جنگ داخلی درگرفت که در آن حزب چارلز پس از کسب یک پیروزی قاطع در نبرد روزگونی در سال ۱۳۱۲ پیروز شد.
تاج گذاری پادشاهان کرواسی به تدریج به عنوان یک رسم متوقف شد. چارلز رابرت آخرین کسی بود که به‌طور جداگانه به عنوان پادشاه کرواسی در سال ۱۳۰۱ تاج گذاری کرد و پس از آن کرواسی قانون اساسی جداگانه ای داشت. لرد پل شوبیچ در سال ۱۳۱۲ درگذشت و پسرش ملادن عنوان بان کرواسی را به ارث برد. قدرت ملادن به دلیل سیاست متمرکز کردن پادشاه جدید، پس از شکست او و نیروهایش از ارتش سلطنتی و متحدانش در نبرد بلیسکا در سال ۱۳۲۲، کاهش یافت. خلاء قدرت ناشی از سقوط ملادن شوبیچ توسط ونیز برای اعمال کنترل مجدد بر شهرهای دالماسی استفاده شد.
سلطنت بعدی پادشاه لوئیس کبیر (۱۳۴۲–۱۳۸۲) عصر طلایی تاریخ کرواسی قرون وسطی در نظر گرفته می‌شود. لویی با هدف بازپس‌گیری شهرهای دالماسیا علیه ونیز لشکرکشی به راه انداخت و در نهایت موفق شد و ونیز را مجبور به امضای معاهده زادار در سال ۱۳۵۸ کرد. همین پیمان صلح باعث شد که جمهوری راگوزا از ونیز استقلال پیدا کند.

### جنبش ضد دادگاه
پس از مرگ لوئیس در سال ۱۳۸۲، پادشاهی مجارستان و بخش‌هایی از کرواسی وارد جنگ داخلی بین احزاب به رهبری دخترش مری و نامزدش سیگیسموند لوکزامبورگ از یک طرف و حامیان به اصطلاح جنبش ضد دادگاه شد. در مورد دیگری.
لادیسلاو ناپل در سال ۱۴۰۹ کل دالماسی را به ونیز فروخت. در این دوره تهدید فزاینده فتح عثمانی و مبارزه علیه جمهوری ونیز برای کنترل مناطق ساحلی بود. ونیزی‌ها تا سال ۱۴۲۸ بر بیشتر دالماسی تسلط یافتند. به استثنای ایالت-شهر دوبرونیک، که مستقل شد، حکومت ونیز بر بیشتر مناطق دالماسی تقریباً چهار قرن به طول انجامید (ح. 1420-1797).
در سال ۱۴۹۰، املاک کرواسی از به رسمیت شناختن ولادیسلاو دوم خودداری کردند تا اینکه او سوگند یاد کرد که به آزادی‌های آنها احترام بگذارد و اصرار داشت که عباراتی را از قانون اساسی حذف کند که به نظر می‌رسید کرواسی را به یک استان صرف کاهش می‌دهد. اختلاف در سال ۱۴۹۲ حل شد

### گسترش عثمانی

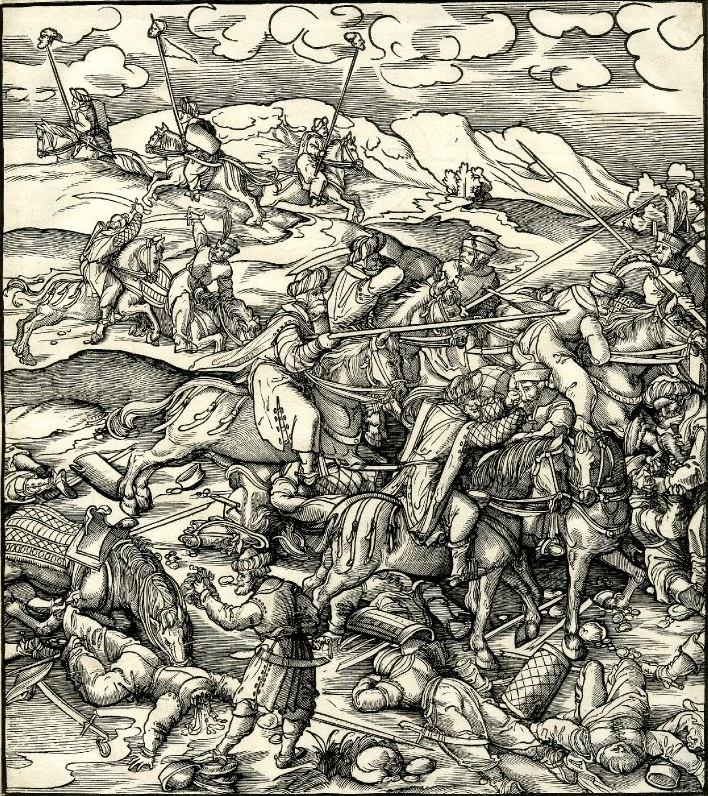
حکاکی روی چوب توسط لئونارد بک، از c. 1515، نبرد میدان کرباوا بین ارتش اشراف کرواسی و آکینجی‌های عثمانی را به تصویر می‌کشد.

با شروع گسترش عثمانی به اروپا، سرزمین کرواسی به محل جنگ دائمی تبدیل شد. این دوره از تاریخ برای مردم کرواسی یکی از بدترین دوره‌ها محسوب می‌شود. تسخیر سرزمین‌های کرواسی توسط عثمانی‌ها پس از سقوط بوسنی به دست عثمانی‌ها در سال ۱۴۶۳ آغاز شد. ارتش‌های اشراف کرواسی نبردهای متعددی برای مقابله با حملات آکینجی و مارتولو عثمانی انجام دادند. نیروهای عثمانی به حومه کرواسی یورش بردند، شهرها و روستاها را غارت کردند، سپس ساکنان محلی را به عنوان برده اسیر کردند. این تاکتیک‌های «زمین سوخته» که «جنگ کوچک» نیز نامیده می‌شود، معمولاً سالی یک‌بار انجام می‌شد و هدف آن نرم‌تر کردن دفاعی منطقه بود، اما به تسخیر واقعی قلمرو منجر نمی‌شد.
و با تصرف یونان و بلغارستان، بوسنی و آلبانی، [ترک‌ها] با فرستادن ارتش‌های بسیاری به سوی مردم کرواسی هجوم آوردند. بسیاری از جنگ سالاران نبردهای مکرر را با مردم مسیحی آغاز کردند که در مزارع و در گذرگاه‌های کوهستانی و رودخانه‌ها می‌جنگیدند. در آن زمان بود که تمام سرزمین‌های کرواسی و اسلاوی تا رودخانه رود ساوا و دراوا و حتی Mons Claudius، همه سکونتگاه‌های Carniola تا دریا به بردگی گرفته شدند. با بردگی، غارت، سوزاندن خانه‌های خدا و درهم شکستن قربانگاه‌های خداوند. آنها با استفاده از سلاح به افراد مسن، زنان جوان [...] بیوه‌ها و حتی کودکانی که جیغ می‌کشیدند حمله کردند. نه تنها مردم خدا را در غم و اندوه شدید، در غل و زنجیر می‌بردند، بلکه مردم را در بازارها می‌فروختند، چنان‌که عادت به چهارپایان دارد.
فتح عثمانی همراه با قحطی، بیماری و آب و هوای سرد، باعث کاهش جمعیت گسترده و بحران پناهجویان شد، زیرا مردم به مناطق امن تر فرار کردند. ایوان یورکوویچ مورخ کروات اشاره می‌کند که به دلیل ترکیب این عوامل، کرواسی «تقریباً سه پنجم جمعیت خود را از دست داد» و فشردگی قلمرو خود. مرکز ایالت قرون وسطایی کرواسی به تدریج به شمال اسلاونیای غربی (زاگرب) تغییر مکان داد. فتوحات عثمانی منجر به نبرد میدان کرباوا در سال ۱۴۹۳ و نبرد موهاچ در سال ۱۵۲۶ شد که هر دو به پیروزی‌های قاطع عثمانی خاتمه یافتند.

## کرواسی در سلطنت هابسبورگ (۱۵۲۷–۱۹۱۸)

### بقایای باقیمانده

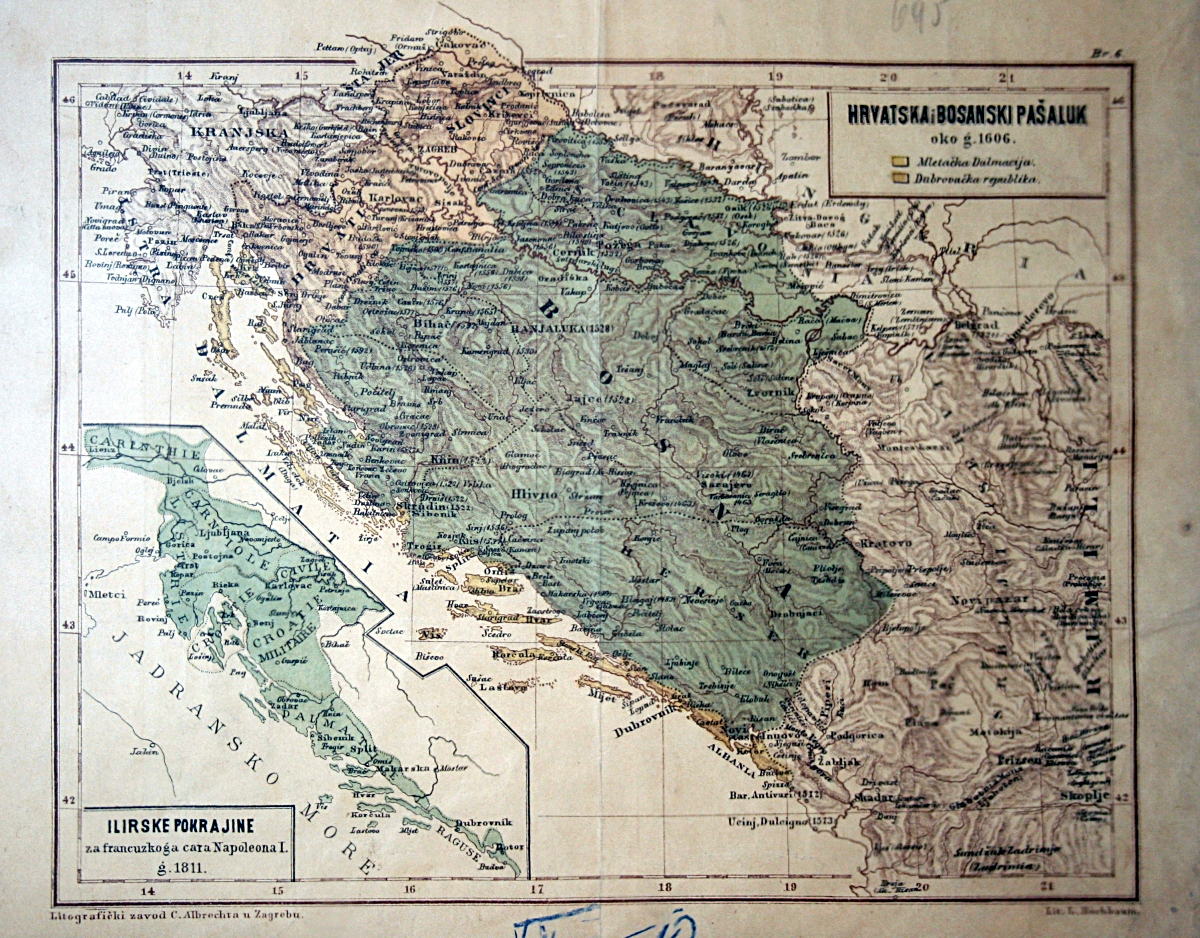
«بازمانده‌های باقی‌مانده» (Reliquiae Reliquiarum)، که در این نقشه به رنگ زرد نشان داده شده‌است، نشان‌دهنده قلمرو تحت صلاحیت سابور کرواتی-اسلاونی در اوج پیشروی عثمانی است

کروات‌ها تعداد فزاینده‌ای نبرد کردند، اما بخش‌های فزاینده‌ای از قلمرو خود را به امپراتوری عثمانی از دست دادند تا اینکه به چیزی که معمولاً در تاریخ‌نگاری کرواسی «بقایای بقایای پادشاهی با شکوه کرواسی» می‌گویند تقلیل یافتند (Reliquiae reliquiarum olim inclyti regni Croatiae). ، یا به سادگی "Remains of the Remains". نبرد سرنوشت ساز با عثمانی‌ها در موهاچ در سال ۱۵۲۶ رخ داد که در آن پادشاه مجارستان لوئیس دوم کشته شد. در نتیجه، در نوامبر همان سال، پارلمان مجارستان یانوش ساپولیای را به عنوان پادشاه جدید مجارستان انتخاب کرد. در دسامبر ۱۵۲۶، پارلمان دیگر مجارستان فردیناند هابسبورگ را به عنوان پادشاه مجارستان انتخاب کرد.
اشراف کرواسی در سال ۱۵۲۷ در ستینگراد گرد هم آمدند و فردیناند اول از خاندان هابسبورگ را به عنوان حاکم جدید کرواسی برگزیدند، مشروط بر اینکه در دفاع از کرواسی در برابر عثمانی‌ها مشارکت داشته باشد و به حقوق سیاسی آن احترام بگذارد. از سوی دیگر، رژیم اسلاونیا ساپولیای را انتخاب کرد. جنگ داخلی بین دو پادشاه رقیب درگرفت، اما بعداً با غلبه هابسبورگ‌ها بر ساپولیای، هر دو تاج متحد شدند. امپراتوری عثمانی از این بی‌ثباتی‌ها برای گسترش در قرن شانزدهم استفاده کرد و بیشتر مناطق اسلاونی، غرب بوسنی (که در آن زمان کرواسی ترکیه نامیده می‌شد) و لیکا را دربر گرفت. آن سرزمین‌ها در ابتدا بخشی از ایالت روملیا و متعاقباً بخش‌هایی از ایالت بودین، ایالت بوسنی و ایالت کانیجه را تشکیل می‌دادند.بعداً در همان قرن، کرواسی به قدری ضعیف بود که پارلمان آن به فردیناند هابسبورگ اجازه داد تا مناطق وسیعی از کرواسی و اسلاونیا را در مجاورت امپراتوری عثمانی برای ایجاد مرز نظامی (Vojna Krajina، آلمانی: Militaergrenze) - یک منطقه حائل برای ایجاد مرزهای نظامی ایجاد کند. امپراتوری عثمانی که مستقیماً توسط شورای جنگ امپراتوری در اتریش اداره می‌شد. این منطقه حائل به دلیل جنگ‌های مداوم خالی از سکنه شد و متعاقباً توسط صرب‌ها، ولاخ‌ها، کروات‌ها و آلمانی‌ها سکنی گزیدند. در نتیجه خدمت سربازی اجباری آنها به امپراتوری هابسبورگ در طول درگیری با امپراتوری عثمانی، جمعیت در مرزهای نظامی برخلاف جمعیتی که در بخش‌هایی که توسط بان و سابور کرواسی اداره می‌شد، از رعیت آزاد بودند و از خودمختاری سیاسی زیادی برخوردار بودند، این به‌طور رسمی توسط یک فرمان امپراتوری در سال ۱۶۳۰ به نام Statuta Valachorum (مقررات ولاچ) تأیید شد.
پس از سقوط شهر بیهاچ به دست عثمانی‌ها در سال ۱۵۹۲، بخش کوچکی از کرواسی تسخیر نشده باقی ماند. ارتش عثمانی پس از نبرد سیساک در سال ۱۵۹۳ برای اولین بار در خاک کرواسی با موفقیت عقب رانده شد.

### توطئه زرینسکی-فرانکوپان

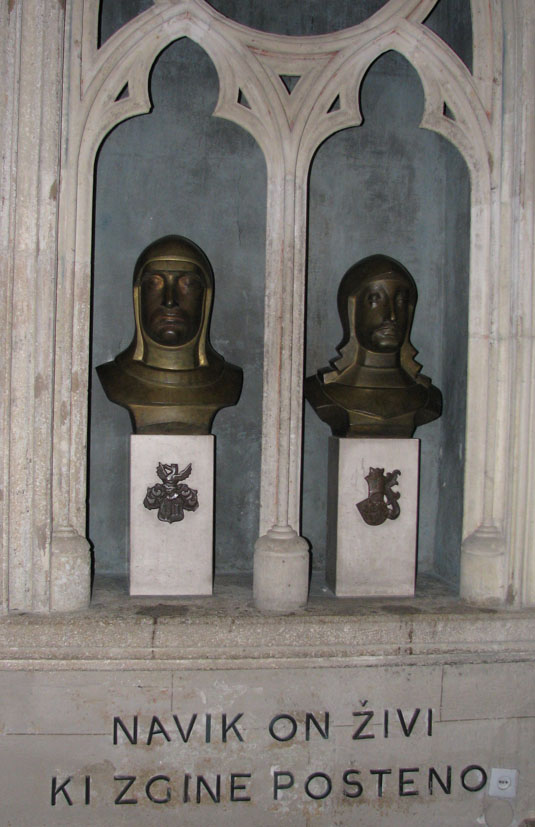
نیم تنه‌های یادبود پتار زرینسکی و فران کرستو فرانکوپان در کلیسای جامع زاگرب. بقایای آنها در سال ۱۹۱۹ از وینر نوشتات به کلیسای جامع زاگرب منتقل شد

در طول قرن هفدهم، نیکولا زرینسکی، اشراف برجسته کروات، یکی از برجسته‌ترین ژنرال‌های کروات در مبارزه با عثمانی‌ها شد. در سال ۱۶۶۳/۱۶۶۴ او یک حمله موفقیت‌آمیز به قلمرو تحت کنترل عثمانی را رهبری کرد. این کارزار با تخریب پل حیاتی اوسیجک، که به عنوان یک ارتباط بین دشت پانونی و سرزمین‌های بالکان عمل می‌کرد، پایان یافت. به‌عنوان پاداشی برای پیروزی‌اش در برابر عثمانی‌ها، زرینسکی توسط لویی چهاردهم، پادشاه فرانسه مورد ستایش قرار گرفت و از این طریق با دربار فرانسه ارتباط برقرار کرد. اشراف کرواسی همچنین قلعه نووی زرین را ساختند که به دنبال محافظت از کرواسی و مجارستان از پیشروی‌های بیشتر عثمانی بود. در همان زمان، امپراتور لئوپولد هابسبورگ به دنبال اعمال حکومت مطلقه بر کل قلمرو هابسبورگ بود که به معنای از دست دادن قدرت برای پارلمان کرواسی و بان بود و باعث نارضایتی کروات‌ها از حکومت هابسبورگ شد.
در ژوئیه ۱۶۶۴، ارتش بزرگ عثمانی نووی زرین را محاصره و ویران کرد. هنگامی که این ارتش به سوی سرزمین‌های اتریش لشکر کشید، لشکرکشی آن در نبرد سنت گوتارد به پایان رسید، جایی که توسط ارتش امپراتوری هابسبورگ نابود شد. با توجه به این پیروزی، کروات‌ها انتظار داشتند که یک ضد حمله قاطع هابسبورگ برای عقب راندن عثمانی‌ها و کاهش فشار بر سرزمین‌های کرواسی انجام شود، اما لئوپولد تصمیم گرفت پیمان صلح نامطلوب واسوار را با عثمانی‌ها منعقد کند، زیرا این معاهده مشکلاتی را که در رود راین با فرانسوی‌ها داشت حل کرد. زمان. در کرواسی، تصمیم او باعث خشم در میان اشراف برجسته شد و جرقه توطئه ای را برای جایگزینی هابسبورگ‌ها با حاکمان مختلف برانگیخت. پس از اینکه نیکولا زرینسکی در شرایط غیرعادی در حین شکار مرد، بستگانش فران کرستو فرانکوپان و پتار زرینسکی از این توطئه حمایت کردند.
توطئه‌گران با فرانسوی‌ها، ونیزی‌ها، لهستانی‌ها و در نهایت حتی عثمانی‌ها ارتباط برقرار کردند، اما جاسوسان هابسبورگ در دربار عثمانی که به عنوان مترجمان سلطان خدمت می‌کردند، کشف شدند. توطئه گران برای آشتی با امپراتور دعوت شدند که با آن موافقت کردند. با این حال، زمانی که آنها به اتریش آمدند، به خیانت بزرگ متهم و به اعدام محکوم شدند. آنها در آوریل ۱۶۷۱ در وینر نویشتات اعدام شدند. خانواده‌های آن‌ها که تاریخشان با قرن‌ها تاریخ کرواسی آمیخته بود، متعاقباً توسط مقامات امپراتوری ریشه‌کن شد و تمام دارایی‌هایشان مصادره شد.

### جنگ بزرگ ترکیه: کرواسی احیا شده

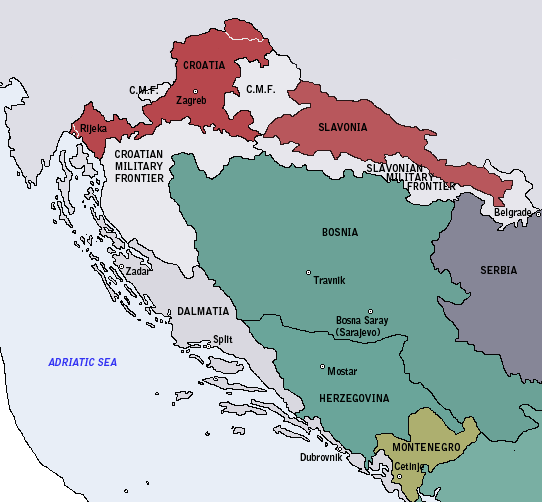
مرزهای کرواسی مشابه آنهایی است که با صلح کارلوویتز در سال ۱۶۹۹ ایجاد شد. اگرچه پیمان صلح به معنای رهایی از فشار عثمانی بود، اما کرواسی فشردگی قلمرو خود را از دست داد.

با وجود افول قدرت عثمانی در قرن هفدهم، فرماندهی عالی عثمانی تصمیم گرفت در سال ۱۶۸۳ به پایتخت هابسبورگ وین حمله کند، زیرا قرارداد صلح واسوار در شرف پایان یافتن بود. با این حال، حمله آنها به فاجعه پایان یافت و عثمانی‌ها در نهایت در نزدیکی وین توسط ارتش مشترک مسیحی که از شهر دفاع می‌کردند، شکست خوردند. اندکی پس از آن، اتحادیه مقدس تشکیل شد و جنگ بزرگ ترکیه آغاز شد. در صحنه عملیات کرواسی، فرماندهان متعددی از جمله رهبر لوکا ایبریشیموویچ، که شورشیانش عثمانی‌ها را در پوژگا شکست دادند، و مارکو مسیچ، که قیام ضد عثمانی را در لیکا رهبری کرد، متمایز شدند. رهبر Hajduk Stojan Janković خود را با نیروهای پیشرو در دالماسی متمایز کرد. بان نیکولا (میکلوس) اردودی کروات، نیروهای خود را در نبردها برای ویرویتیتسا رهبری کرد که در سال ۱۶۸۴ از دست عثمانی‌ها آزاد شد. اوسیجک در سال ۱۶۸۷ آزاد شد، کوستاجنیکا در سال ۱۶۸۸ و اسلاونسکی برود تا سال محاصره بیهاچ نیز در سال ۱۶۸۷ انجام شد اما به دلیل نداشتن توپ متوقف شد. در همان سال، ژنرال یوجین ساووی ارتش ۶۵۰۰ نفری را از اوسیجک به سمت بوسنی رهبری کرد، جایی که به مقر بوسنی ایالت، سارایوو حمله کرد و آن را کاملاً سوزاند. پس از این یورش، گروه‌های زیادی از پناهندگان مسیحی از بوسنی در اسلاونی تقریباً خالی ساکن شدند. پس از شکست قاطع عثمانی در نبرد زنتا در سال ۱۶۹۷ توسط نیروهای یوجین ساووی، صلح کارلوویتز در سال ۱۶۹۹ امضا شد که آزادی کل اسلاوونیا از عثمانی‌ها را تأیید کرد. با این حال، برای کرواسی، بخش‌های بزرگی از سرزمین‌های قرون وسطایی اواخر آن بین رودخانه‌های اونا و ورباس از دست رفت، زیرا آنها بخشی از ایالت بوسنی عثمانی باقی ماندند. در سال‌های بعد، استفاده از زبان آلمانی در سرزمین‌های مرزی جدید نظامی گسترش یافت و در طول دو قرن بعد با استقرار استعمارگران آلمانی زبان در مناطق مرزی گسترش یافت.

### استبداد روشنگرانه

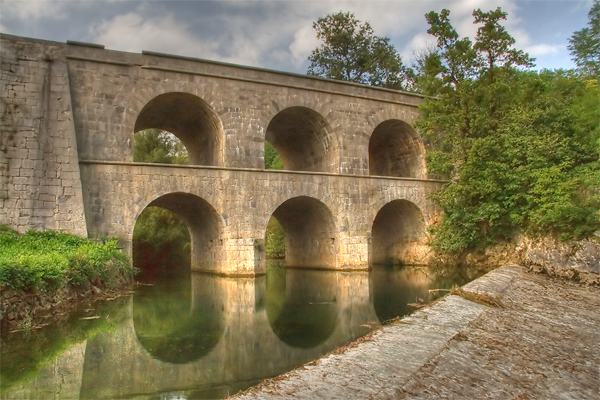
پل تونج در جاده جوزفینا

در قرن ۱۸ امپراتوری عثمانی از مجارستان بیرون رانده شد و اتریش امپراتوری را تحت کنترل مرکزی قرار داد. از آنجایی که امپراتور چارلز ششم وارث مردی نداشت، او می‌خواست تاج و تخت امپراتوری را به دخترش ماریا ترزای اتریشی واگذار کند که در نهایت به جنگ جانشینی اتریش در سال‌های ۱۷۴۱–۱۷۴۱ منجر شد. پارلمان کرواسی تصمیم گرفت تا ماریا ترزا را به عنوان یک حاکم مشروع بپذیرد و با تهیه پیش نویس تحریم عملی ۱۷۱۲، از هر کسی که تاج و تخت را به ارث برد، خواست تا استقلال کرواسی را از مجارستان به رسمیت بشناسد و به آن احترام بگذارد. شاه ناخواسته این را پذیرفت. حکومت ماریا ترزا نوسازی محدودی را در آموزش و مراقبت‌های بهداشتی به ارمغان آورد. شورای سلطنتی کرواسی (Consilium Regni Croatiae) که به عنوان دولت دوفاکتو کرواسی خدمت می‌کرد، در سال ۱۷۶۷ در واراژدین تأسیس شد، اما در سال ۱۷۷۹ لغو شد و اختیارات آن به مجارستان منتقل شد. تأسیس شورای سلطنتی کرواسی در واراژدین این شهر را به پایتخت اداری کرواسی تبدیل کرد، اما آتش‌سوزی بزرگ در سال ۱۷۷۶ خسارت قابل توجهی به شهر وارد کرد، بنابراین این مؤسسات اداری بزرگ کرواسی به زاگرب نقل مکان کردند.
وارث ماریا ترزا، جوزف دوم اتریشی نیز به شیوه‌ای مطلق‌گرای روشنفکرانه حکومت می‌کرد، اما اصلاحات او با تلاش‌هایی برای تمرکز و آلمانی‌سازی مشخص شد. در این دوره، جاده‌هایی ساخته شد که کارلواچ را به ریجکا و جوزفینا را به کارلواچ با سنج متصل می‌کرد. با معاهده سیستوا، که به جنگ اتریش و ترکیه (۱۷۸۸–۱۷۹۱) پایان داد، مناطق تحت کنترل عثمانی دونجی لاپاک و سیتینگراد، همراه با روستاهای درژنیک گراد و یاسنوواچ، به سلطنت هابسبورگ واگذار شدند و به قلمرو پادشاهی هابسبورگ ادغام شدند. مرز نظامی کرواسی

### قرن ۱۹ در کرواسی

#### جنگ‌های ناپلئونی

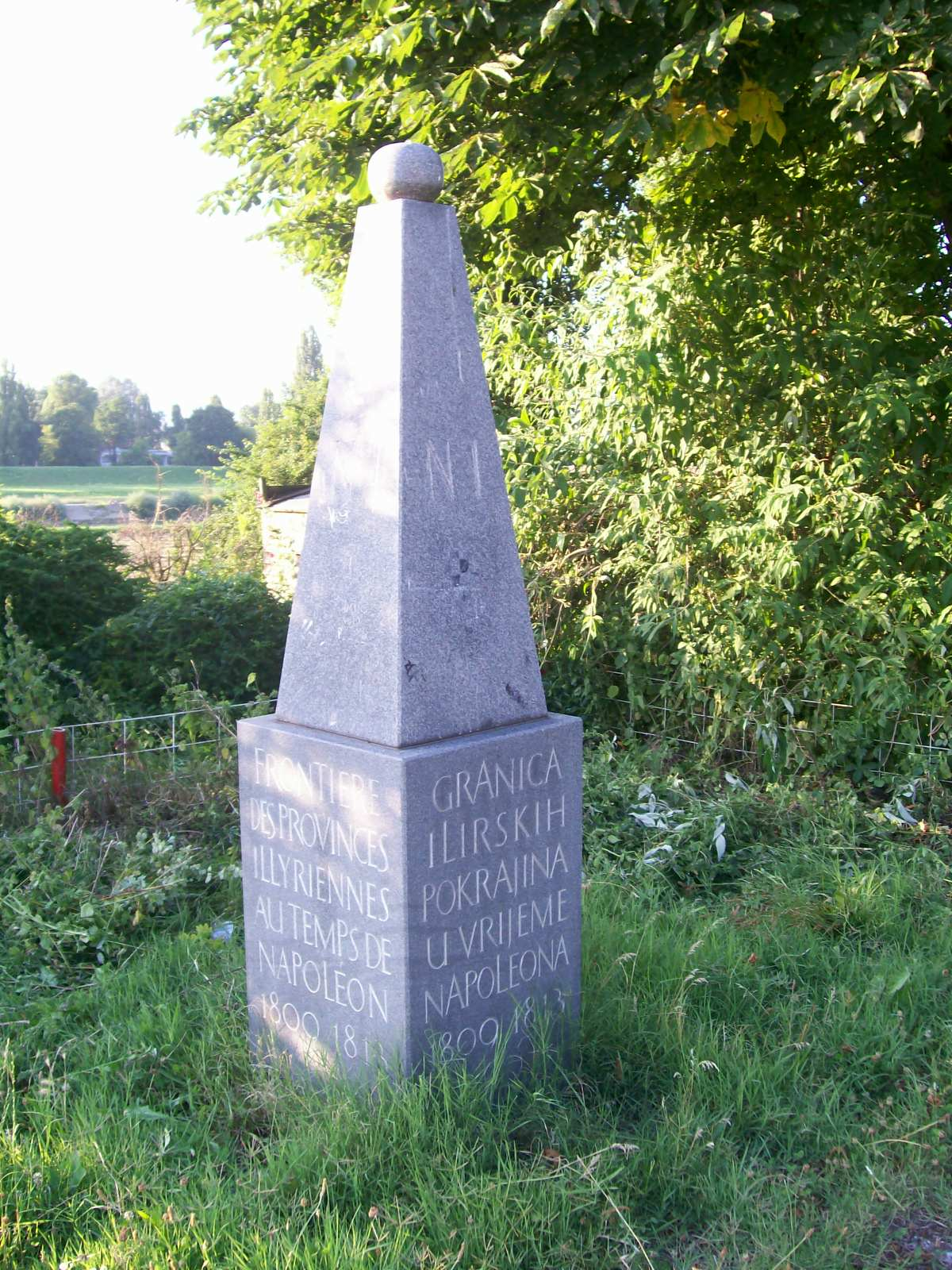
علامت گذاری مرزی استان‌های ایلیری در سواحل رودخانه ساوا در زاگرب امروزی.

همان‌طور که ارتش ناپلئون شروع به تسلط بر اروپا کردند، سرزمین‌های کرواسی نیز با فرانسوی‌ها در تماس بودند. هنگامی که ناپلئون جمهوری ونیز را در سال ۱۷۹۷ لغو کرد، متصرفات سابق ونیزی در دالماسیا تحت حاکمیت هابسبورگ قرار گرفت. در سال ۱۸۰۹، هنگامی که ناپلئون اتریشی‌ها را در نبرد واگرام شکست داد، سرزمین تحت کنترل فرانسه در نهایت به رودخانه ساوا گسترش یافت. فرانسوی‌ها «استان‌های ایلیری» را به مرکزیت لیوبلیانا تأسیس کردند و مارشال اوت دو مارمون را به عنوان فرماندار کل خود منصوب کردند. حضور فرانسه ایده‌های لیبرال انقلاب فرانسه را به کروات‌ها آورد. فرانسوی‌ها لژهای ماسونی را تأسیس کردند، زیرساخت‌ها را ساختند و اولین روزنامه‌ها را به زبان محلی در دالماسیا چاپ کردند. این کتاب که Kraglski Datmatin/Il Regio Dalmata نام داشت، به دو زبان ایتالیایی و کرواتی چاپ شد. سربازان کروات ناپلئون را در فتوحات او تا روسیه همراهی کردند. در سال ۱۸۰۸، ناپلئون جمهوری راگوزا را لغو کرد. عثمانیان بوسنی به کرواسی فرانسه یورش بردند و در سال ۱۸۰۹ منطقه سیتینگراد را اشغال کردند. اوت دو مارمون با اشغال بیهاچ در ۵ مه ۱۸۱۰ واکنش نشان داد. پس از اینکه عثمانی‌ها قول دادند که حمله به سرزمین‌های فرانسه را متوقف کنند و از سیتینگراد عقب‌نشینی کنند، او از بیهاچ عقب‌نشینی کرد.
با سقوط ناپلئون، سرزمین‌های کرواسی تحت کنترل فرانسه دوباره تحت سلطه اتریش درآمد.

#### احیای ملی کرواسی و جنبش ایلیری

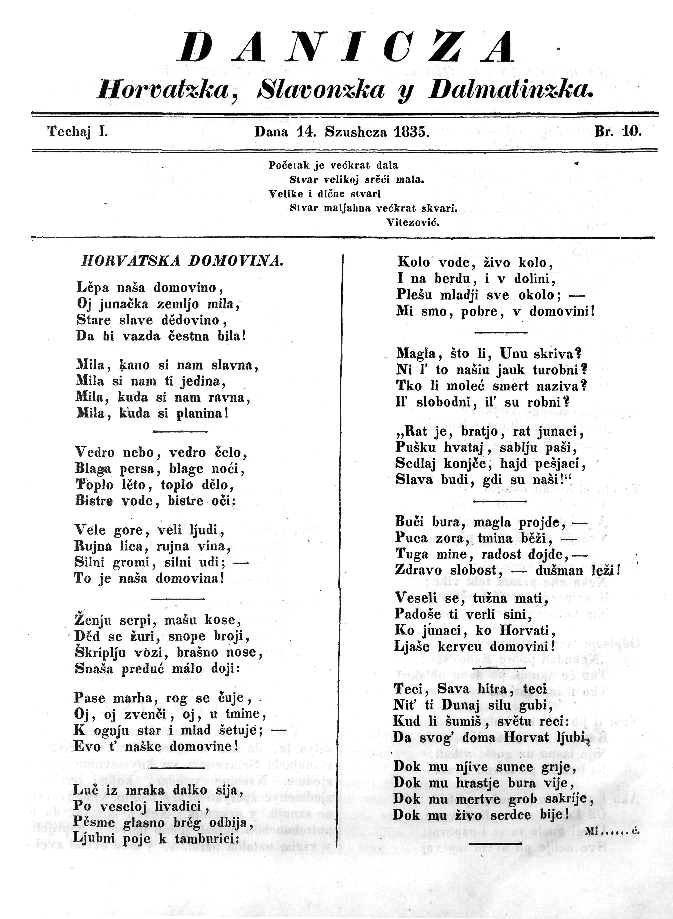
شماره ۱۸۳۵ مجله Danicza، با اشعاری از آنچه که بعداً به سرود ملی کرواسی تبدیل شد " Lijepa naša domovino " ("میهن زیبای ما").

تحت تأثیر رمانتیسیسم آلمانی، اندیشه سیاسی فرانسوی و پان اسلاویسم، ناسیونالیسم رومانتیک کروات در اواسط قرن نوزدهم ظهور کرد تا با آلمانی شدن و مغیاری شدن کرواسی مقابله کند. لیودویت گاج به عنوان رهبر جنبش ملی کرواسی ظاهر شد. یکی از مسائل مهمی که باید حل می‌شد، مسئله زبان بود، جایی که گویش‌های منطقه ای کرواتی باید استاندارد می‌شد. از آنجایی که گویش اشتکاوی، که در میان کروات‌ها رایج بود، در میان صرب‌ها نیز رایج بود، این جنبش نیز دارای ویژگی اسلاوی جنوبی بود. در آن زمان، «کرواسی» تنها به جمعیت مناطق جنوب غربی کرواسی امروزی اشاره داشت، در حالی که «ایلیری» در سراسر جهان اسلاوی جنوبی استفاده می‌شد. توده‌های وسیع تری از مردم تلاش شد تا آنها را جذب کنند با استفاده از نام ایلیری. فعالان ایلیری گویش اشتکاوی را به جای کاجکاوی به عنوان نسخه استاندارد شده زبان کرواتی برگزیدند. نهضت ایلیری توسط صرب‌ها و اسلوونی‌ها پذیرفته نشد و کاملاً یک جنبش ملی کرواسی باقی ماند. در سال ۱۸۳۲، کنت کروات ، یانکو دراشکوویچ، مانیفست احیای ملی کرواسی به نام Disertacija (پایان‌نامه) را نوشت. مانیفست خواستار اتحاد کرواسی با سرزمین‌های اسلاوونی، دالماسی، ریجکا، مرزهای نظامی، بوسنی و اسلوونی در یک واحد واحد در داخل بخش مجارستانی امپراتوری اتریش بود. این واحد زبان کرواتی به عنوان زبان رسمی خواهد بود و توسط ممنوعیت کرواسی اداره می‌شود. این جنبش در سراسر دالماسیا، ایستریا و در میان راهبان فرانسیس بوسنیایی گسترش یافت. این امر منجر به ظهور ملت مدرن کرواسی و در نهایت تشکیل اولین احزاب سیاسی کرواسی شد. پس از استفاده، نام ایلیری در سال ۱۸۴۳ ممنوع شد. طرفداران ایلیری‌ها نام خود را به کرواتی تغییر دادند.

#### کروات‌ها در انقلاب‌های ۱۸۴۸
در انقلاب‌های ۱۸۴۸، پادشاهی سه‌گانه کرواسی، اسلاوونیا و دالماسی که ترس از ملی‌گرایی مجارستانی رانده شده بود، از دربار هابسبورگ علیه نیروهای انقلابی مجارستان حمایت کرد.

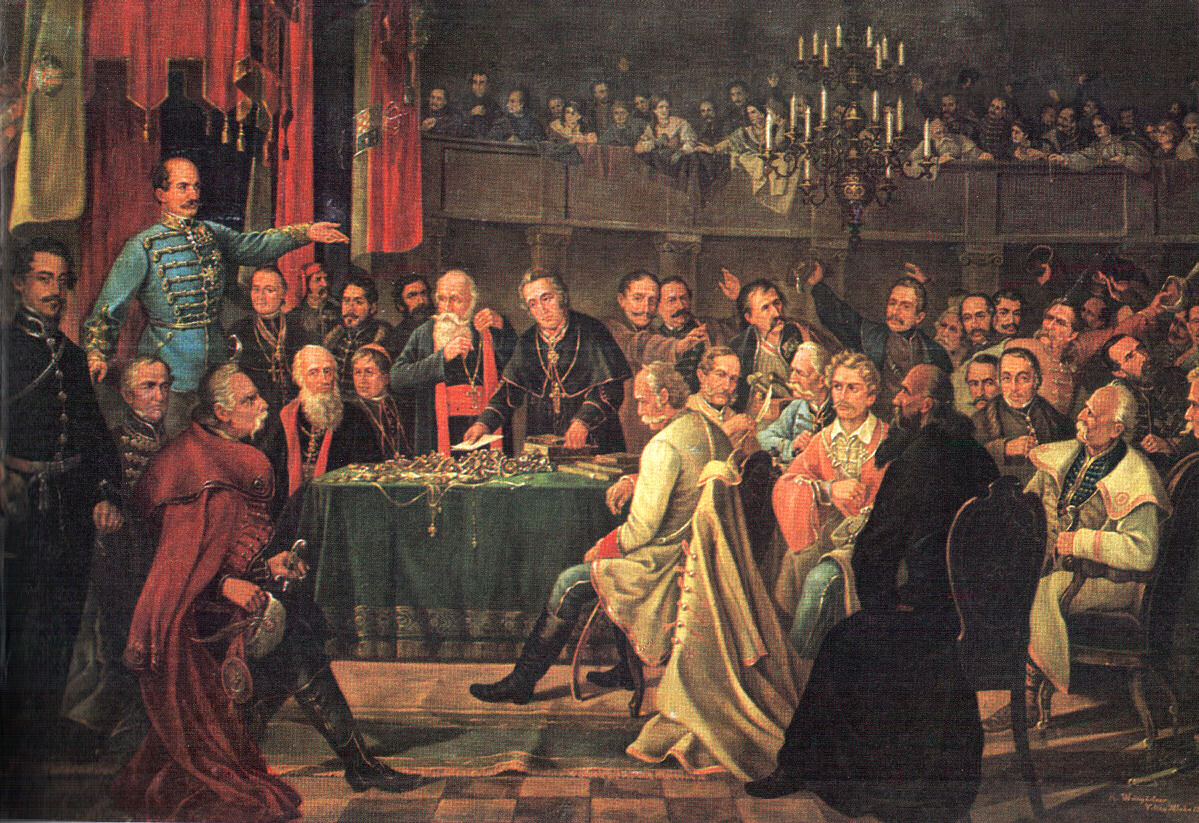
بان یوسیپ یلاچیچ در افتتاحیه اولین پارلمان مدنی کرواسی (سابور) که نمایندگان آن در ۵ ژوئن ۱۸۴۸ انتخاب شدند. در سابورهای قبلی، اعضا به جای شهروندان نماینده املاک فئودالی بودند. پرچم سه رنگ کرواسی نیز در پس زمینه دیده می‌شود.

در طی یک جلسه سابور کرواسی که در ۲۵ مارس ۱۸۴۸ برگزار شد، سرهنگ یوسیپ یلاچیچ به عنوان ممنوعیت کرواسی انتخاب شد و طوماری به نام " مطالبات مردم " (Zahtjevanja naroda) تهیه شد تا به امپراتور اتریش تحویل داده شود. این خواسته‌های لیبرال شامل موارد زیر بود: استقلال، اتحاد سرزمین‌های کرواسی، دولت کرواسی مسئول در برابر پارلمان کرواسی و مستقل از مجارستان، استقلال مالی از مجارستان، معرفی زبان کرواتی در ادارات و مدارس، آزادی مطبوعات، آزادی مذهبی، الغای رعیت، لغو امتیازات اشراف، پایه‌گذاری ارتش مردمی و برابری در برابر قانون.
از آنجایی که دولت مجارستان وجود نام و ملیت کرواسی را انکار می‌کرد و با نهادهای کرواسی مانند مقامات استانی رفتار می‌کرد، یلاچیچ روابط بین کرواسی و مجارستان را قطع کرد. در ماه مه ۱۸۴۸ شورای بان تشکیل شد که تمام اختیارات اجرایی دولت کرواسی را در اختیار داشت. پارلمان کرواسی فئودالیسم، رعیت را لغو کرد و خواستار آن شد که سلطنت به یک کشور فدرال قانون اساسی متشکل از ملل برابر با دولت‌های ملی مستقل و یک پارلمان فدرال در پایتخت وین تبدیل شود. پارلمان کرواسی همچنین خواستار اتحاد مرزهای نظامی و دالماسی با کرواسی شد. سابور همچنین خواستار اتحاد نامشخص با ایستریا، سرزمین‌های اسلوونی و بخش‌هایی از جنوب مجارستان که کروات‌ها و صرب‌ها ساکن بودند، شد. یلاچیچ همچنین به عنوان فرماندار ریجکا و دالماسیا و همچنین «فرمانده امپراتوری مرزهای نظامی» منصوب شد، بنابراین بیشتر سرزمین‌های کرواسی را تحت فرمان خود داشت. شکست مذاکرات بین کروات‌ها و مجارستان‌ها در نهایت به جنگ منجر شد. یلاچیچ در ۷ سپتامبر ۱۸۴۸ به مجارستان اعلام جنگ کرد. در ۱۱ سپتامبر ۱۸۴۸، ارتش کرواسی از رودخانه دراوا گذشت و شهرستان مجیموریه را ضمیمه کرد. پس از عبور از دراوا، یلاچیچ به ارتش خود دستور داد که پرچم‌های ملی کرواسی را با پرچم‌های امپراتوری هابسبورگ تغییر دهند.
علیرغم کمک‌های یوسیپ یلاچیچ در فرونشاندن جنگ استقلال مجارستان، کرواسی در عواقب پس از آن، از سوی وین مطلوب تر از مجارها رفتار نشد و بنابراین خودمختاری داخلی خود را از دست داد.

#### کرواسی در سلطنت دوگانه

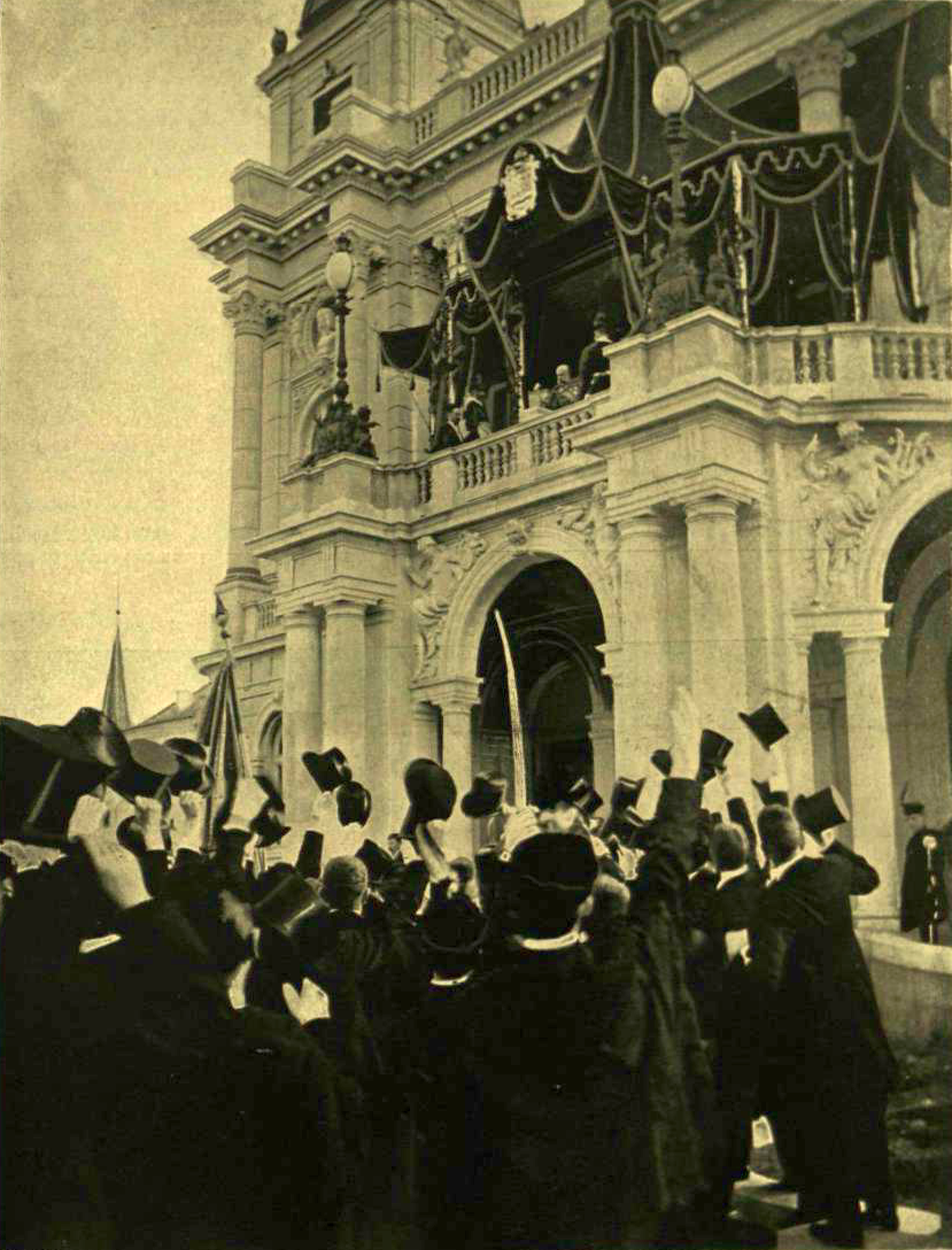
دیدار فرانتس جوزف امپراتور اتریش-مجارستان از زاگرب در سال ۱۸۹۵، جایی که او رسماً ساختمان تئاتر ملی کرواسی را افتتاح کرد.

سلطنت دوگانه اتریش-مجارستان در سال ۱۸۶۷ از طریق سازش اتریش و مجارستان ایجاد شد. خودمختاری کرواسی در سال ۱۸۶۸ با حل و فصل کرواسی-مجارستان احیا شد، که نسبتاً برای کروات‌ها مطلوب بود، اما به دلیل مسائلی مانند وضعیت حل‌نشده Rijeka همچنان مشکل‌ساز بود. در سال ۱۸۷۳، قلمرو مرزهای نظامی غیرنظامی شد و در ژوئیه ۱۸۷۱ تصمیم به الحاق آن به کرواسی با ممنوعیت کرواسی، لادیسلاو پژاچویچ، اتخاذ شد. کارولی خوئن هدرواری، جانشین پژاچویچ، با نقض شهرک سازی کرواسی-مجارستانی از طریق سیاست‌های تندرو مجارسازی خود در دوره ۱۸۸۳ تا ۱۹۰۳، مشکلات بیشتری ایجاد کرد. جادوگری هدرواری در کرواسی منجر به شورش‌های گسترده در سال ۱۹۰۳ شد، زمانی که معترضان کرواسی پرچم‌های مجارستان را آتش زدند و با ژاندارم‌ها و ارتش درگیر شدند که منجر به کشته شدن چندین معترض شد. در نتیجه این شورش‌ها، هدرواری سمت خود را به عنوان بان کرواسی ترک کرد، اما به نخست‌وزیری مجارستان منصوب شد.
یک سال پیش از آن، در سال ۱۹۰۲، سربوبران، روزنامه صرب‌های زاگرب، مقاله‌ای با عنوان «تا ما، یا تو نابود می‌شوی» منتشر کرد. مقاله مملو از ایدئولوژی صربستان بزرگ بود. متن آن وجود ملت کرواسی و زبان کرواسی را انکار می‌کرد و پیروزی صرب‌ها را بر «کرواسی‌های خدمتکار» اعلام می‌کرد که، طبق این مقاله، نابود خواهند شد.
این مقاله باعث شورش‌های بزرگ ضد صرب‌ها در زاگرب شد که در آن سنگرها بالا رفتند و به اموال متعلق به صرب‌ها حمله شد. صرب‌های زاگرب در نهایت از نظرات منتشر شده در مقاله فاصله گرفتند.

دو بخش از پادشاهی سه‌گانه: کرواسی-اسلاونیا (شماره ۱۷) و دالماسی (شماره ۵) در داخل اتریش-مجارستان

جنگ جهانی اول به سلطنت دوگانه پایان داد. کرواسی در جنگ جهانی اول تلفات جانی زیادی متحمل شد. در اواخر جنگ، پیشنهادهایی مبنی بر تبدیل سلطنت دوگانه به یک سلطنت فدرالیستی با بخش جداگانه کرواتی/اسلاوی جنوبی ارائه شد، اما به دلیل اعلام سیاست تعیین سرنوشت توسط وودرو ویلسون، این طرح‌ها هرگز اجرا نشد. برای مردم اتریش-مجارستان
اندکی قبل از پایان جنگ در سال ۱۹۱۸، پارلمان کرواسی پس از دریافت خبر جدا شدن بخش‌های چکسلواکی از اتریش-مجارستان، روابط خود را با اتریش-مجارستان قطع کرد. پادشاهی سه‌گانه کرواسی، اسلاونیا و دالماسی بخشی از دولت موقت اسلوونیایی‌ها، کروات‌ها و صرب‌ها شد. این دولت بین‌المللی به رسمیت شناخته نشده از تمام سرزمین‌های اسلاوی جنوبی پادشاهی قدیمی اتریش-مجارستان با یک دولت انتقالی واقع در زاگرب تشکیل شده بود. اما بزرگ‌ترین مسئله آن، پیشروی ارتش ایتالیا بود که به دنبال تصرف سرزمین‌های آدریاتیک کرواسی بود که توسط معاهده لندن در سال ۱۹۱۵ به آنها وعده داده شده بود. راه حلی از طریق اتحاد با پادشاهی صربستان که دارای ارتشی قادر به مقابله با ایتالیایی‌ها بود و همچنین مشروعیت بین‌المللی در میان اعضای توافق قلبی داشت که در آستانه ایجاد مرزهای جدید اروپایی در کنفرانس صلح پاریس بود.

## کروات‌ها در اولین یوگسلاوی (۱۹۱۸–۱۹۴۱)

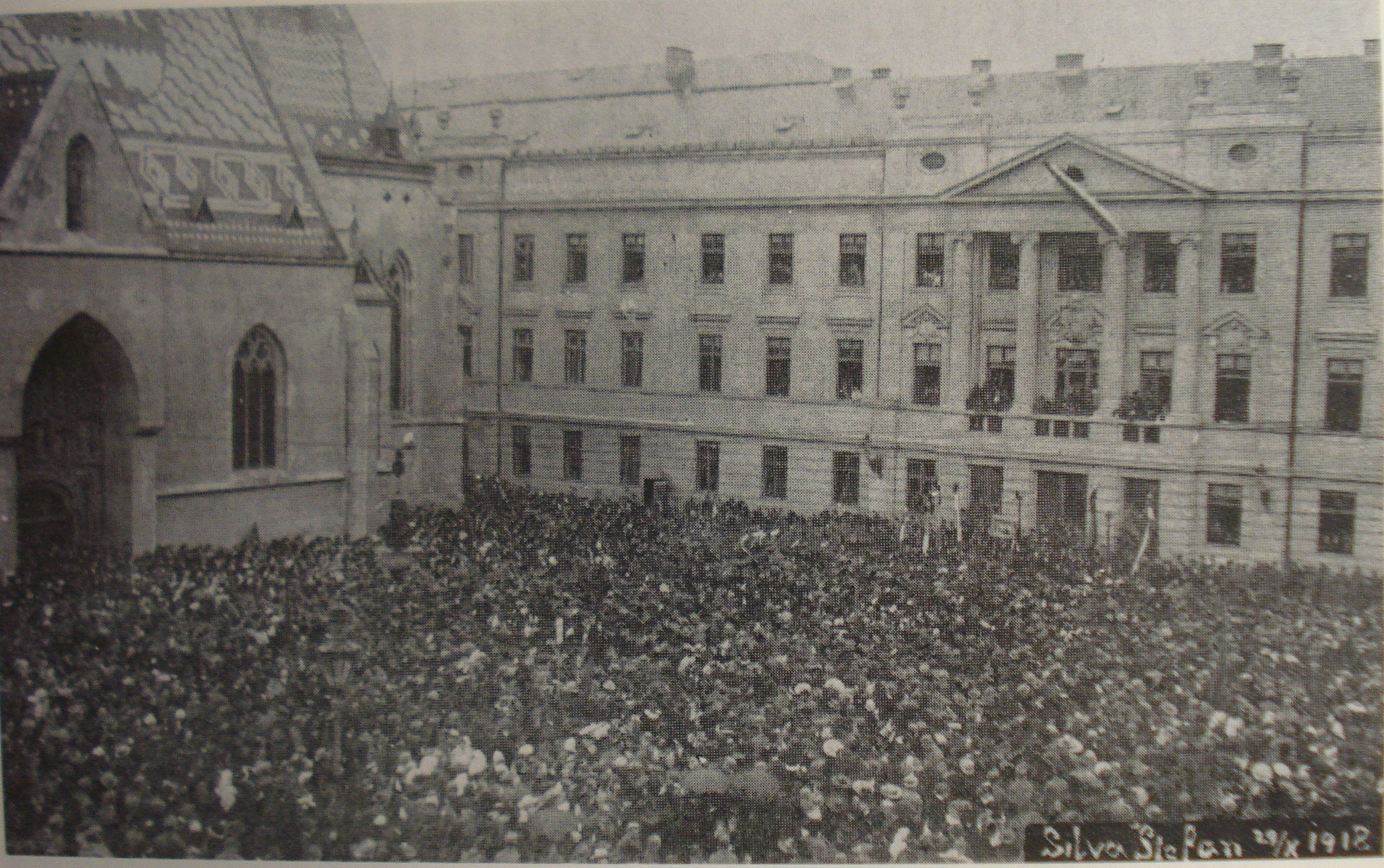
اعلام قطع رابطه با اتریش-مجارستان در مقابل سابور کرواسی در سال ۱۹۱۸.

ایالت جدید در اواخر سال ۱۹۱۸ ایجاد شد. سریم کرواسی-اسلاونیا را ترک کرد و همراه با وویودینا به صربستان پیوست و اندکی پس از آن همه‌پرسی برای الحاق بوسنی و هرزگوین به صربستان برگزار شد. شورای مردمی اسلوونیایی‌ها، کروات‌ها و صرب‌ها (Narodno vijeće)، که در آن زمان سنت نیم قرن پان اسلاویسم بود و بدون مجوز سابور کرواسی هدایت می‌شد، با پادشاهی صربستان به پادشاهی ادغام شد. صرب‌ها، کروات‌ها و اسلوونیایی‌ها.
ارتش ایتالیا در نهایت ایستریا را تصرف کرد، شروع به الحاق جزایر آدریاتیک کرد و حتی در زادار فرود آمد. در سال ۱۹۲۰ با معاهده راپالو یک راه حل جزئی برای به اصطلاح مسئله آدریاتیک حاصل شد.
این پادشاهی در سال ۱۹۲۱ دستخوش تغییری اساسی شد که بزرگ‌ترین حزب سیاسی کرواسی، حزب دهقانان کرواسی (Hrvatska seljačka stranka) را ناامید کرد. قانون اساسی جدید نهادهای تاریخی/سیاسی، از جمله کرواسی و اسلاونیا را لغو کرد و قدرت را در پایتخت بلگراد متمرکز کرد. حزب دهقانان کرواسی در تمام مدت دولت حزب رادیکال خلق صربستان را تحریم کرد، به جز یک فاصله کوتاه بین سال‌های ۱۹۲۵ و ۱۹۲۷، زمانی که توسعه طلبی خارجی ایتالیا با متحدانش آلبانی، مجارستان، رومانی و بلغارستان در دست بود و یوگسلاوی را تهدید می‌کرد. یک کل دو مفهوم متفاوت از نحوه اداره دولت مشترک جدید به منبع اصلی درگیری بین نخبگان کرواسی به رهبری حزب دهقانان کرواسی و نخبگان صرب تبدیل شد. سیاستمداران برجسته کرواسی به دنبال یک ایالت جدید فدرال شده بودند که در آن کروات‌ها خودمختاری خاصی داشته باشند (مشابه آنچه قبلاً در اتریش-مجارستان داشتند)، در حالی که احزاب با محوریت صرب‌ها از سیاست‌های وحدت‌گرا، تمرکز و جذب حمایت می‌کردند. ارتش کشور جدید نیز یک نهاد عمدتاً صرب بود. تا سال ۱۹۳۸ تنها حدود ۱۰ درصد از کل افسران ارتش کروات بودند. سیستم آموزشی جدید صرب محور بود و معلمان کروات یا بازنشسته، پاکسازی یا منتقل شدند. صرب‌ها نیز به عنوان مقامات عالی دولتی منصوب شدند. جایگزینی کرون‌های قدیمی اتریش-مجارستان از طریق نرخ ناعادلانه چهار کرون برای یک دینار صربستان انجام شد.
در اوایل دهه ۱۹۲۰، دولت یوگسلاوی، نخست‌وزیر صربستان، نیکولا پاشیچ، از فشار پلیس بر رای‌دهندگان و اقلیت‌های قومی، مصادره جزوات مخالفان، و تقلب در انتخابات استفاده کرد تا مخالفان، عمدتاً حزب دهقانان کرواسی و متحدانش را در این کشور نگه دارد. اقلیت در پارلمان یوگسلاوی پاشیچ معتقد بود که یوگسلاوی باید تا حد امکان متمرکز باشد و یک مفهوم ملی صربستان از قدرت متمرکز در دست بلگراد به جای دولت‌ها و هویت‌های منطقه‌ای متمایز ایجاد کند.

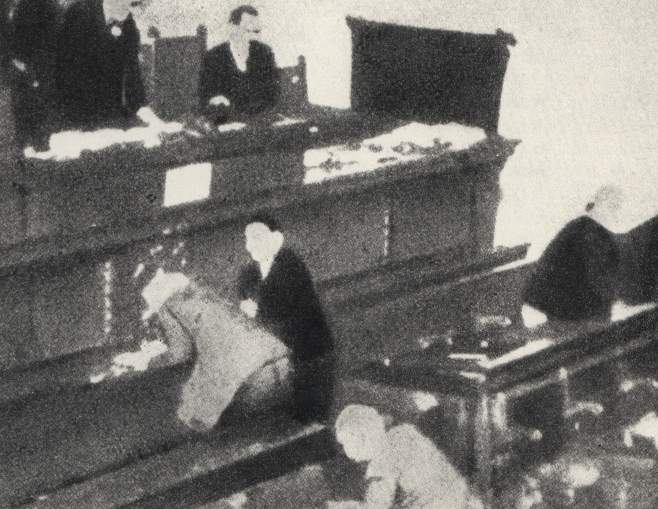
ترور نمایندگان کرواسی در مجلس ملی بلگراد یکی از حوادثی بود که به روابط صرب‌ها و کروات‌ها در پادشاهی صرب‌ها، کروات‌ها و اسلوونیایی‌ها آسیب زیادی وارد کرد.

### قتل‌های ۱۹۲۸ و دیکتاتوری سلطنتی
طی یک جلسه پارلمان در سال ۱۹۲۸، پونیشا راچیچ، معاون حزب رادیکال خلق صربستان، به نمایندگان کرواسی تیراندازی کرد که منجر به کشته شدن پاوله رادیچ و جورو باساریچک و زخمی شدن ایوان پرنار و ایوان گرانجا شد. استیپان رادیچ، قهرمان سیاسی کرواسی در آن زمان، مجروح شد و بعداً تسلیم جراحاتش شد. این قتل‌های متعدد باعث خشم مردم کرواسی و شعله‌ور شدن تظاهرات خشونت‌آمیز، اعتصابات و درگیری‌های مسلحانه در سراسر بخش‌های کرواسی شد. دربار سلطنتی یوگسلاوی تحت تأثیر صربستان حتی «قطع عضو» بخش‌های کرواسی کشور را در نظر گرفت، در حالی که یوگسلاوی را تنها در داخل مرزهای صربستان بزرگ باقی گذاشت، با این حال، رهبری حزب دهقان کرواسی این ایده را رد کرد. در حالی که راچیچ متعاقباً به اتهام قتل‌های متعدد محاکمه شد، او دوران محکومیت خود را در ویلایی مجلل در پوژارواک گذراند، جایی که چندین خدمتکار در اختیار داشت و اجازه داشت هر زمان که بخواهد ترک کند و برگردد.
در پاسخ به تیراندازی در مجلس شورای ملی، شاه الکساندر نظام پارلمانی را لغو کرد و دیکتاتوری شخصی را اعلام کرد. او قانون اساسی جدیدی را با هدف حذف تمام هویت‌های ملی موجود و تحمیل «یوگسلاوییسم یکپارچه» تحمیل کرد. وی همچنین نام کشور را از پادشاهی صرب‌ها، کروات‌ها و اسلوونی‌ها به پادشاهی یوگسلاوی تغییر داد. قلمرو کرواسی تا حد زیادی به قلمروهای ساوا و ساحلی Banates تقسیم شد. احزاب سیاسی ممنوع شدند و دیکتاتوری سلطنتی به‌طور فزاینده ای شخصیت خشن به خود گرفت. ولادکو ماچک که جانشین رادیچ به عنوان رهبر حزب دهقانان کرواسی، بزرگ‌ترین حزب سیاسی کرواسی شده بود، به زندان افتاد. این وضعیت جدید الهام بخش آنته پاولیچ برای ترک یوگسلاوی و ایجاد جنبش اوستاشه با هدف نهایی نابودی یوگسلاوی و تبدیل کرواسی به یک کشور مستقل شد. به گفته مورخ بریتانیایی میشا گلنی، قتل تونی شلگل، سردبیر روزنامه نووستی طرفدار یوگسلاوی در مارس ۱۹۲۹، «پاسخ خشمگین» رژیم را به همراه داشت. گلنی به ویژه در لیکا و هرزگوین غربی، که به عنوان «محل جدایی‌طلبی کرواسی» توصیف می‌شود، نوشت که پلیس اکثریت صرب‌ها «بدون هیچ گونه اختیار بازدارنده‌ای» عمل کرد. به قول یکی از نویسندگان برجسته کروات، مرگ شلگل بهانه ای برای وحشت در همه اشکال شد. سیاست به زودی «از گانگستریسم قابل تشخیص نبود». در سال ۱۹۳۱، رژیم سلطنتی ترور دانشمند و روشنفکر کروات میلان شوفلی را در خیابان‌های زاگرب سازماندهی کرد. این ترور توسط روشنفکران مشهور جهانی مانند آلبرت انیشتین و هاینریش مان محکوم شد. در سال ۱۹۳۲، جنبش اوستاشه تلاش ناموفقی برای برانگیختن قیام Velebit در لیکا انجام داد. علیرغم آب و هوای ظالمانه، تعداد کمی به آرمان اوستاشایی متحد شدند و جنبش هرگز نتوانست حمایت جدی در میان جمعیت کرواسی به دست آورد.

### بانووینا کرواسی
در سال ۱۹۳۴، پادشاه الکساندر طی یک سفر دولتی به مارسی توسط ائتلافی از اوستاها و سازمان انقلابی مقدونیه داخلی بلغارستان (IMRO) ترور شد و بدین ترتیب به دیکتاتوری سلطنتی پایان داد. دولت رادیکال صرب میلان استوجادینوویچ که در سال ۱۹۳۵ قدرت را به دست گرفت، یوگسلاوی را از متحدان سابقش فرانسه و بریتانیا دور کرد و کشور را به ایتالیای فاشیست و آلمان نازی نزدیک کرد. در سال ۱۹۳۷، ژاندارم‌های یوگسلاوی به رهبری عضو حزب رادیکال، جوو کوپریویکا، ده‌ها تن از اعضای جوان حزب دهقانان کرواسی را در سنج کشتند، زیرا آنها آهنگ‌های میهن پرستانه کرواسی می‌خواندند. با ظهور نازی‌ها در آلمان و احتمال وقوع یک جنگ دیگر در اروپا، نخبگان سیاسی صربستان تصمیم گرفتند که زمان آن رسیده‌است که روابط خود را با کروات‌ها، دومین گروه قومی بزرگ در این کشور، اصلاح کنند تا در صورت وقوع یک جنگ جدید، کشور متحد و بدون شکاف قومی خواهد بود. مذاکرات آغاز شد که منجر به توافقنامه Cvetković-Maček و ایجاد Banovina کرواسی، یک استان خودمختار کرواسی در داخل یوگسلاوی شد. Banovina کرواسی در سال ۱۹۳۹ از دو Banates و همچنین بخش‌هایی از Zeta، Vrbas، Drina و Danube Banates ایجاد شد. این پارلمان کرواسی بازسازی شده بود که یک ممنوعیت و معاون کرواسی را انتخاب می‌کرد. این کرواسی شامل بخشی از بوسنی، بیشتر هرزگوین، و شهر دوبرونیک و اطراف آن بود.

## جنگ جهانی دوم و دولت مستقل کرواسی (۱۹۴۱–۱۹۴۵)

پرچم کشور مستقل کرواسی

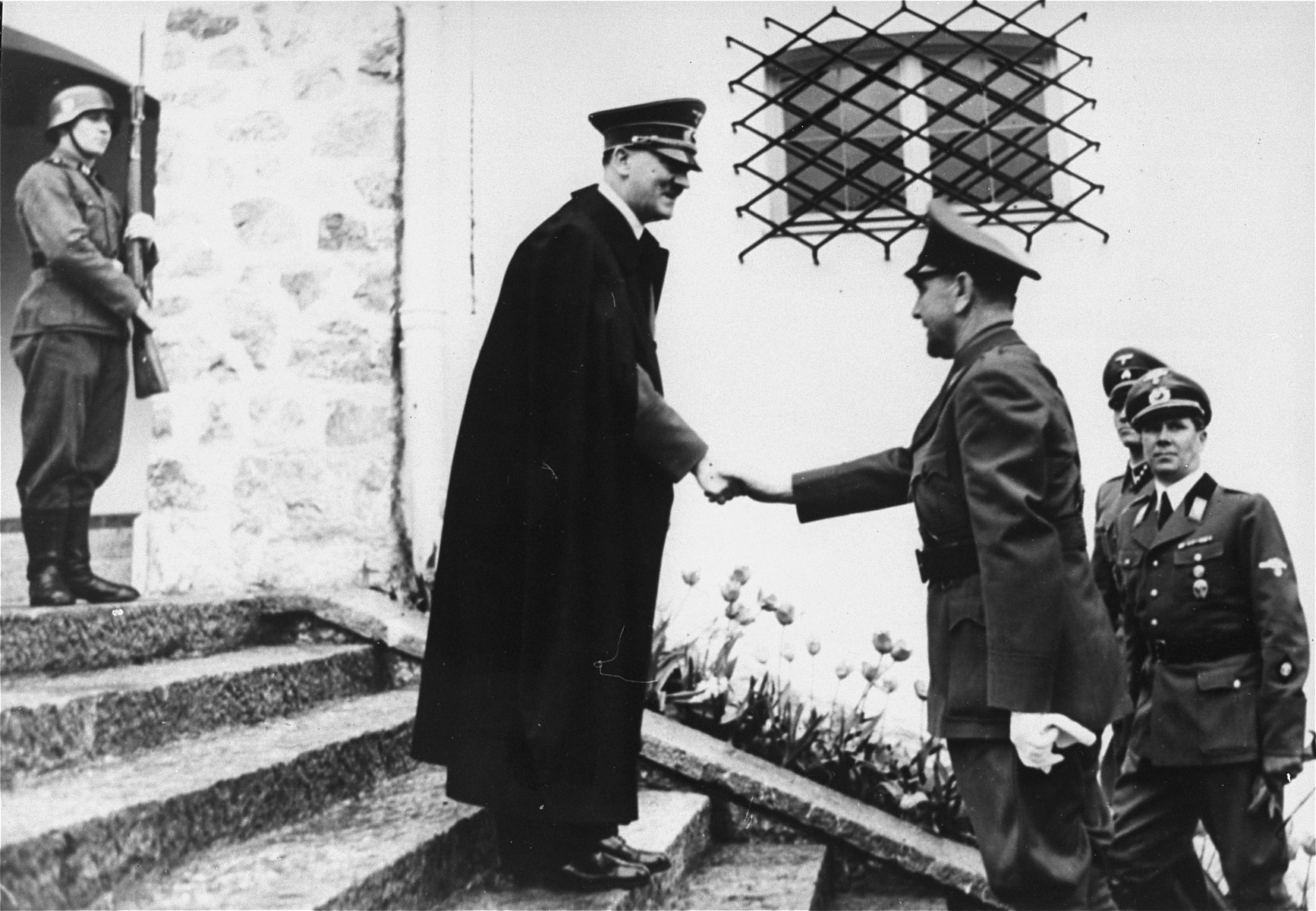
پوگلونیک از کشور مستقل کرواسی، آنته پاولیچ، در سال ۱۹۴۱ با آدولف هیتلر دست می‌دهد.

اشغال یوگسلاوی توسط محور در سال ۱۹۴۱ به اوستاشه راست رادیکال کرواسی اجازه داد تا به قدرت برسد و " دولت مستقل کرواسی " (Nezavisna Država Hrvatska , NDH) را به رهبری آنته پاولیچ، که نقش پوگلونیک را بر عهده گرفت، تشکیل دهد. به پیروی از الگوی سایر رژیم‌های فاشیستی در اروپا، اوستاشها قوانین نژادی را وضع کردند و هشت اردوگاه کار اجباری را تشکیل دادند که اقلیت صرب‌ها، رم‌ها، و جمعیت یهودی و همچنین مخالفان مسلمان کروات و بوسنیایی رژیم را هدف قرار دادند. بزرگ‌ترین اردوگاه کار اجباری Jasenovac در کرواسی بود. NDH برنامه ای داشت که توسط مایل بوداک تدوین شده بود تا کرواسی را از صرب‌ها پاکسازی کند، با "کشتن یک سوم، اخراج یک سوم دیگر و جذب یک سوم باقی مانده". هدف اصلی آزار و شکنجه صرب‌ها بودند که تقریباً ۳۳۰۰۰۰ نفر از آنها کشته شدند.
گروه‌های مختلف چتنیک ملی‌گرای صرب نیز در بسیاری از مناطق لیکا و بخش‌هایی از شمال دالماسی مرتکب جنایات علیه کروات‌ها شدند. در طول جنگ جهانی دوم در یوگسلاوی، چتنیک‌ها حدود ۱۸۰۰۰ تا ۳۲۰۰۰ کروات را کشتند.
جنبش پارتیزانی به رهبری کمونیست ضد فاشیست، بر اساس ایدئولوژی پان یوگسلاوی، در اوایل سال ۱۹۴۱ تحت فرماندهی یوسیپ بروز تیتو متولد کرواسی ظهور کرد و به سرعت در بسیاری از مناطق یوگسلاوی گسترش یافت. اولین یگان پارتیزان سیساک، که اغلب به عنوان اولین واحد مقاومت مسلحانه ضد فاشیست در اروپای اشغالی مورد ستایش قرار می‌گیرد، در کرواسی، در جنگل برزوویکا در نزدیکی شهر سیساک تشکیل شد. با شروع محبوبیت این جنبش، پارتیزان‌ها از کروات‌ها، بوسنیایی‌ها، صرب‌ها، اسلوونیایی‌ها و مقدونی‌ها که به یک کشور متحد، اما فدرال، یوگسلاوی اعتقاد داشتند، قدرت یافتند.
در سال ۱۹۴۳، جنبش مقاومت پارتیزانی دست بالا را به دست آورد و در سال ۱۹۴۵، با کمک ارتش سرخ شوروی (فقط از بخش‌های کوچکی مانند ویوودینا عبور می‌کرد)، نیروهای محور و حامیان محلی را بیرون کرد. شورای دولتی ضد فاشیست برای آزادی ملی کرواسی (ZAVNOH) از سال ۱۹۴۲ فعالیت کرد و تا سال ۱۹۴۳ یک دولت مدنی موقت تشکیل داد. ملادن لورکوویچ و آنته ووکیچ وزرای جنگ و امنیت داخلی NDH سعی کردند به طرف متفقین بروند. پاولیچ در ابتدا از آنها حمایت می‌کرد، اما وقتی متوجه شد که باید موقعیت خود را ترک کند، آنها را در زندان لپوگلوا زندانی کرد، جایی که آنها را اعدام کردند.
پس از شکست دولت مستقل کرواسی در پایان جنگ، تعداد زیادی از اوستاها، غیرنظامیان از آنها حمایت کردند (از هواداران، سربازان جوان، ضد کمونیست‌ها و رعیت‌های معمولی که انگیزه آنها جنایات پارتیزانی بود)، چتنیک‌ها و ضد کمونیست‌ها به امید تسلیم شدن به نیروهای بریتانیایی و پناه دادن به آنها سعی کردند به سمت اتریش فرار کنند. پس از بازگرداندن بلیبورگ، آنها در عوض توسط نیروهای انگلیسی بازداشت شدند و به پارتیزان‌ها بازگشتند و در معرض اعدام‌های دسته جمعی قرار گرفتند.

## یوگسلاوی سوسیالیستی (۱۹۴۵–۱۹۹۱)

نشان جمهوری سوسیالیستی کرواسی

### رهبری LCY توسط تیتو (۱۹۴۵–۱۹۸۰)
کرواسی یکی از شش جمهوری سوسیالیستی تشکیل دهنده جمهوری سوسیالیستی فدراتیو یوگسلاوی بود. تحت سیستم کمونیستی جدید، کارخانه‌ها و املاک خصوصی ملی شدند و اقتصاد مبتنی بر نوعی سوسیالیسم بازار برنامه‌ریزی شده بود. این کشور تحت یک فرایند بازسازی قرار گرفت، پس از جنگ جهانی دوم بهبود یافت، صنعتی شدن را طی کرد و توسعه گردشگری را آغاز کرد.
سیستم سوسیالیستی کشور نیز آپارتمان‌های رایگانی را از شرکت‌های بزرگ تهیه می‌کرد که با سرمایه‌گذاری‌های خودمدیریتی کارگران هزینه فضای زندگی را پرداخت می‌کردند. از سال ۱۹۶۳، شهروندان یوگسلاوی به دلیل سیاست بی طرفانه اجازه داشتند تقریباً به هر کشوری سفر کنند. برای سفر به کشورهای شرقی یا غربی یا کشورهای سرمایه‌دار یا کمونیستی نیازی به ویزا نبود. چنین سفر رایگان در آن زمان در کشورهای بلوک شرق و همچنین در برخی از کشورهای غربی (مثلاً اسپانیا یا پرتغال، هر دو دیکتاتوری در آن زمان) سابقه نداشت. این برای ساکنان کرواسی که کار در کشورهای خارجی را از نظر مالی مفیدتر می‌دانستند، مفید بود. پس از بازنشستگی، یک طرح محبوب بازگشت به زندگی در کرواسی (یوگسلاوی آن زمان) برای خرید ملک گران‌تر بود.
در یوگسلاوی، مردم کرواسی از مراقبت‌های بهداشتی رایگان، مراقبت‌های دندانپزشکی رایگان و حقوق بازنشستگی مطمئن برخوردار بودند. نسل‌های قدیمی‌تر این را بسیار راحت می‌دانستند، زیرا حقوق بازنشستگی گاهی از حقوق قبلی‌شان بیشتر می‌شد. تجارت آزاد و سفر در داخل کشور همچنین به صنایع کرواسی کمک کرد که در تمام جمهوری‌های سابق واردات و صادرات داشتند.
دانش‌آموزان و پرسنل نظامی تشویق شدند تا برای آشنایی بیشتر با کشور از جمهوری‌های دیگر دیدن کنند و تمامی مقاطع تحصیلی از جمله آموزش متوسطه و آموزش عالی رایگان بود. در واقع، مسکن با گرما و لوله‌کشی ضعیف، مراقبت‌های پزشکی اغلب حتی در دسترس نبودن آنتی‌بیوتیک‌ها ضعیف بود، مدارس ماشین‌های تبلیغاتی بودند و سفر برای تأمین ارز کشور ضروری بود. مبلغان، که می‌خواهند مردم باور کنند «سیاست‌های بی‌طرف» صرب‌ها و کروات‌ها را برابر کرد، آزادی بیان را به شدت محدود کردند و از شهروندان در برابر حملات قومی محافظت نکردند.

کرواسی در جمهوری سوسیالیستی فدرال یوگسلاوی

عضویت در اتحادیه کمونیستهای یوگسلاوی به همان اندازه که در اتحاد جماهیر شوروی در زمان جوزف استالین یا نیکیتا خروشچف شرط لازم برای پذیرش در کالج‌ها و مشاغل دولتی بود. کسب‌وکارهای بخش خصوصی رشد نکردند، زیرا مالیات بر شرکت‌های خصوصی اغلب بازدارنده بود. مدیریت بی‌تجربه گاهی بر سیاست‌ها حاکم می‌شد و تصمیمات را با زور وحشیانه کنترل می‌کرد. اعتصاب ممنوع بود و مالکان/مدیران مجاز به ایجاد تغییرات یا تصمیماتی نبودند که بر بهره‌وری یا سود آنها تأثیر بگذارد.
اقتصاد به نوعی سوسیالیسم به نام samoupravljanje (خودمدیریتی) تبدیل شد که در آن کارگران شرکت‌های دارای مالکیت اجتماعی را کنترل می‌کردند. این نوع سوسیالیسم بازار شرایط اقتصادی بسیار بهتری را نسبت به کشورهای بلوک شرق ایجاد کرد. کرواسی در دهه‌های ۱۹۶۰ و ۱۹۷۰ با افزایش چند برابری تولید صنعتی و با پیشی گرفتن زاگرب از بلگراد در صنعت، صنعتی شدن شدیدی را پشت سر گذاشت. کارخانه‌ها و سایر سازمان‌ها اغلب به نام پارتیزانی که قهرمانان ملی اعلام شده بودند نامگذاری می‌شدند. این عمل به نام خیابان‌ها و همچنین نام پارک‌ها و ساختمان‌ها نیز سرایت کرد.
قبل از جنگ جهانی دوم، صنعت کرواسی توسعه نیافته بود و اکثریت قریب به اتفاق مردم در کشاورزی مشغول به کار بودند. در سال ۱۹۹۱، کشور به‌طور کامل به یک کشور صنعتی مدرن تبدیل شد. در همان زمان، سواحل آدریاتیک کرواسی به یک مقصد توریستی محبوب تبدیل شده بود، و جمهوری‌های ساحلی (اما اکثراً کشور کرواسی) از این امر سود زیادی بردند، زیرا تعداد گردشگران به سطوحی رسید که هنوز در کرواسی مدرن بی‌نظیر است. دولت رشد اقتصادی و صنعتی بی‌سابقه، سطح بالای امنیت اجتماعی و نرخ بسیار پایین جرم و جنایت را به ارمغان آورد. این کشور به‌طور کامل از جنگ جهانی دوم بهبود یافت و به تولید ناخالص داخلی و نرخ رشد اقتصادی بسیار بالایی دست یافت که به‌طور قابل توجهی بالاتر از جمهوری کنونی است.

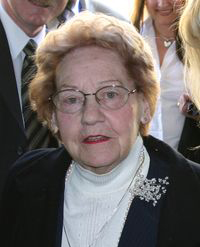
ساوکا دابچویچ-کوچار، شرکت کننده بهار کرواسی؛ اولین نخست‌وزیر زن اروپا

قانون اساسی ۱۹۶۳ قدرت را در کشور بین کروات‌ها و صرب‌ها متعادل کرد و عدم تعادل ناشی از این واقعیت را که کروات‌ها دوباره در موقعیت اقلیت قرار گرفتند، کاهش داد. روندهای پس از سال ۱۹۶۵ (مانند سقوط رئیس OZNA و UDBA، الکساندر رانکویچ از قدرت در ۱۹۶۶)، به بهار کرواسی ۱۹۷۰–۱۹۷۱ منجر شد، زمانی که دانشجویان در زاگرب تظاهراتی را برای دستیابی به آزادی‌های مدنی بیشتر و خودمختاری بیشتر کرواسی ترتیب دادند. . رژیم اعتراض عمومی را خفه کرد و رهبران را زندانی کرد، اما این امر منجر به تصویب قانون اساسی جدید در سال ۱۹۷۴ شد که به جمهوری‌های فردی حقوق بیشتری داد.
هسته‌های رادیکال اوستاشه مهاجران کرواسی مستقر در استرالیا و اروپای غربی، برنامه‌ریزی و تلاش کردند تا اقدامات خرابکارانه را در یوگسلاوی انجام دهند، از جمله حمله ۱۹ مرد مسلح از اتریش در ژوئن ۱۹۷۱، که هدف ناموفق برانگیختن قیام مردمی کرواسی علیه آنچه آنها می‌نامیدند. رژیم «کمونیست صرب» در بلگراد.

### تا زمان فروپاشی یوگسلاوی (۱۹۸۰–۱۹۹۱)
در سال ۱۹۸۰، پس از مرگ تیتو، مشکلات اقتصادی، سیاسی و مذهبی شروع شد و دولت فدرال شروع به فروپاشی کرد. بحران کوزوو و در سال ۱۹۸۶ ظهور اسلوبودان میلوشویچ در صربستان واکنش بسیار منفی را در کرواسی و اسلوونی برانگیخت. سیاستمداران هر دو جمهوری می‌ترسیدند که انگیزه‌های او استقلال جمهوری‌هایشان را تهدید کند. با تغییر جو در سراسر اروپای شرقی در طول دهه ۱۹۸۰، هژمونی کمونیستی به چالش کشیده شد (در همان زمان، دولت میلوشویچ شروع به تمرکز تدریجی قدرت یوگسلاوی در صربستان کرد و درخواست‌ها برای انتخابات آزاد چند حزبی بلندتر شد).
در ژوئن ۱۹۸۹، اتحادیه دموکراتیک کرواسی (HDZ) توسط ناراضیان ناسیونالیست کرواسی به رهبری فرانجو توجمان، مبارز سابق جنبش پارتیزانی تیتو و ژنرال JNA، تأسیس شد. در این زمان، یوگسلاوی هنوز یک دولت تک حزبی بود و مظاهر آشکار ناسیونالیسم کرواسی خطرناک تلقی می‌شد، بنابراین حزب جدیدی به شیوه ای تقریباً توطئه آمیز تأسیس شد. تنها در ۱۳ دسامبر ۱۹۸۹ بود که اتحادیه حاکم بر کمونیست‌های کرواسی با قانونی کردن احزاب سیاسی مخالف و برگزاری انتخابات آزاد در بهار ۱۹۹۰ موافقت کرد
در ۲۳ ژانویه ۱۹۹۰، در چهاردهمین کنگره، اتحادیه کمونیست یوگسلاوی به حذف انحصار قدرت سیاسی خود رأی داد. در همان روز، زمانی که اتحادیه کمونیست‌های اسلوونی پس از اینکه اسلوبودان میلوشویچ، رئیس‌جمهور صربستان، تمام پیشنهادهای اصلاح‌طلبانه آنها را مسدود کرد، از اتحادیه کمونیست‌های اسلوونی کناره‌گیری کرد و همین امر باعث شد اتحادیه کمونیست‌های کرواسی بیشتر از این ایده فاصله بگیرد، عملاً به عنوان یک حزب ملی وجود نداشت. یک دولت مشترک

## جمهوری کرواسی (۱۹۹۱–اکنون)

### معرفی نظام سیاسی چند حزبی

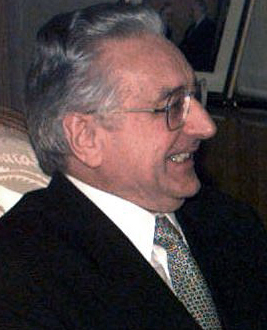
فرانیو توجمان، اولین رئیس‌جمهور جمهوری مستقل مدرن کرواسی

در ۲۲ آوریل و ۷ می ۱۹۹۰، اولین انتخابات آزاد چند حزبی در کرواسی برگزار شد. اتحادیه دموکراتیک کرواسی (HDZ) به رهبری فرانجو توجمان با اختلاف ۴۲ درصدی در برابر حزب اصلاح‌شده کمونیست تغییر دموکراتیک (SDP) به رهبری ایویکا راچان که ۲۶ درصد آرا را به دست آورد، پیروز شد. سیستم انتخاباتی کرواسی که اولین بار در گذشته بود، توجمان را قادر ساخت تا دولت را به‌طور نسبتاً مستقل تشکیل دهد، زیرا این پیروزی به ۲۰۵ کرسی (از ۳۵۱ کل) تبدیل شد. HDZ برخلاف میل برخی از صرب‌های قومی در جمهوری و سیاستمداران فدرال در بلگراد، قصد داشت استقلال کرواسی را تضمین کند. آب و هوای بیش از حد قطبی شده به زودی به بیگانگی کامل بین دو ملت تبدیل شد و به خشونت فرقه ای تبدیل شد.
در ۲۵ ژوئیه ۱۹۹۰، مجلس صربستان در صرب، شمال کنین، به عنوان نماینده سیاسی مردم صرب در کرواسی تأسیس شد. مجلس صربستان «حاکمیت و خودمختاری مردم صرب در کرواسی» را اعلام کرد. موضع آنها این بود که اگر کرواسی بتواند از یوگسلاوی جدا شود، صرب‌ها نیز می‌توانند از کرواسی جدا شوند. میلان بابیچ، دندانپزشک اهل شهر جنوبی کنین، به عنوان رئیس‌جمهور انتخاب شد. شورشیان صرب کرواسی تعدادی شبه نظامی شبه نظامی را تحت رهبری میلان مارتیچ، رئیس پلیس کنین تأسیس کردند.
در ۱۷ اوت ۱۹۹۰، صرب‌های کرواسی چیزی را آغاز کردند که به انقلاب لگ معروف شد، جایی که سنگرهایی از کنده‌ها در سراسر جاده‌های جنوب به عنوان بیانی از جدایی آنها از کرواسی نصب شد. این عمل کرواسی را به دو نیم کرد و منطقه ساحلی دالماسیا را از بقیه کشور جدا کرد. دولت کرواسی به محاصره جاده‌ها با اعزام تیم‌های پلیس ویژه با هلیکوپتر به محل واکنش نشان داد، اما آنها توسط جت‌های جنگنده نیروی هوایی SFR یوگسلاوی رهگیری شدند و مجبور شدند به زاگرب برگردند.
قانون اساسی کرواسی در دسامبر ۱۹۹۰ تصویب شد و صرب‌ها را در کنار سایر اقوام به عنوان یک گروه اقلیت طبقه‌بندی کرد. در ۲۱ دسامبر ۱۹۹۰، دولت بابیچ ایجاد یک استان خودمختار صربستان کراجینا (یا SAO Krajina) را اعلام کرد. سایر جوامع تحت تسلط صرب‌ها در شرق کرواسی اعلام کردند که آنها نیز به SAO Krajina خواهند پیوست و پرداخت مالیات به دولت زاگرب را متوقف کردند.
در یکشنبه عید پاک، ۳۱ مارس ۱۹۹۱، اولین درگیری‌های مرگبار زمانی رخ داد که پلیس وزارت کشور کرواسی (MUP) برای بیرون راندن نیروهای شورشی صرب وارد پارک ملی دریاچه‌های Plitvice شد. شبه نظامیان صرب در کمین اتوبوس حامل پلیس کرواسی به پارک ملی در جاده شمال کورنیچا نشستند که باعث درگیری مسلحانه یک روزه بین دو طرف شد. در جریان درگیری، یک پلیس کروات و یک پلیس صرب کشته شدند. بیست نفر دیگر مجروح شدند و بیست و نه شبه نظامی و پلیس صرب کراینا توسط نیروهای کرواسی اسیر شدند. در میان زندانیان گوران هاجیچ بود که بعداً رئیس‌جمهور کراجینا صربستان شد.
در ۲ می ۱۹۹۱، پارلمان کرواسی به برگزاری همه‌پرسی استقلال رأی داد. در ۱۹ مه ۱۹۹۱، با مشارکت تقریباً ۸۰ درصدی، ۹۳٫۲۴ درصد به استقلال رای دادند. کراینا همه‌پرسی را تحریم کرد. آنها رفراندوم خود را یک هفته قبل در ۱۲ مه ۱۹۹۱ در مناطقی که تحت کنترل خود داشتند برگزار کرده بودند و به ماندن در یوگسلاوی رای دادند. دولت کرواسی همه‌پرسی آنها را معتبر نشناخته‌است.
در ۲۵ ژوئن ۱۹۹۱، پارلمان کرواسی استقلال خود را از یوگسلاوی اعلام کرد. اسلوونی در همان روز استقلال خود را از یوگسلاوی اعلام کرد.

### جنگ استقلال (۱۹۹۱–۱۹۹۵)

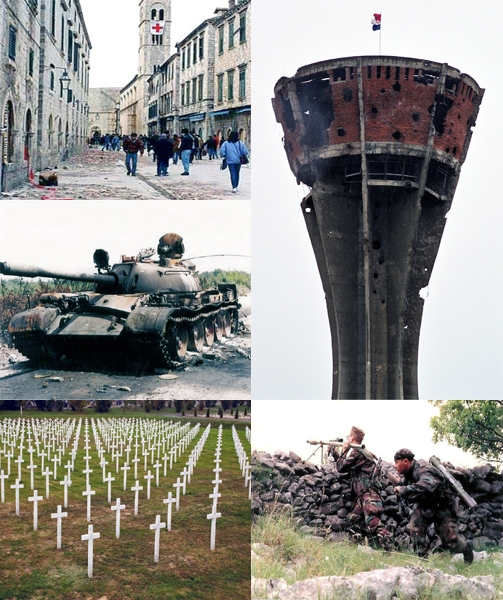
در جهت عقربه‌های ساعت از بالا سمت چپ: خیابان مرکزی دوبرونیک، Stradun، در زمان محاصره دوبرونیک ویران شده‌است. برج آب آسیب دیده ووکوار، نمادی از درگیری‌های اولیه، با رنگ سه رنگ کرواسی. سربازان ارتش کرواسی در حال آماده شدن برای انهدام یک تانک صربستان. گورستان یادبود ووکوار؛ یک تانک T-55 صربستان در جاده درنیش منهدم شد

در طول جنگ استقلال کرواسی، جمعیت غیرنظامی به‌طور دسته جمعی از مناطق درگیری مسلحانه فرار کردند و صدها هزار کروات از مناطق مرزی بوسنی و صربستان دور شدند. در بسیاری از نقاط، توده‌های غیرنظامی توسط ارتش ملی یوگسلاوی (JNA) که عمدتاً متشکل از سربازان وظیفه از صربستان و مونته‌نگرو، و سربازان غیرقانونی از صربستان بودند، مجبور شدند تا در آنچه به عنوان پاکسازی قومی شناخته می‌شود، شرکت کنند.
شهر مرزی ووکوار در جریان نبرد ووکوار تحت محاصره سه‌ماهه قرار گرفت. بیشتر شهر ویران شد و اکثریت مردم مجبور به فرار شدند. این شهر در ۱۸ نوامبر ۱۹۹۱ به تصرف نیروهای صرب درآمد و قتل‌عام ووکوار رخ داد.
آتش‌بس‌های بعدی تحت حمایت سازمان ملل متعاقب آن، و طرف‌های متخاصم عمدتاً مستقر شدند. ارتش خلق یوگسلاوی از کرواسی به بوسنی و هرزگوین عقب‌نشینی کرد، جایی که چرخه جدیدی از تنش‌ها در حال افزایش بود - جنگ بوسنی در آستانه شروع بود. در طی سالهای ۱۹۹۲ و ۱۹۹۳، کرواسی همچنین حدود ۷۰۰۰۰۰ پناهجو از بوسنی را که عمدتاً مسلمانان بوسنیایی بودند، اداره کرد.
درگیری‌های مسلحانه در کرواسی تا سال ۱۹۹۵ متناوب و عمدتاً در مقیاس کوچک باقی ماند. در اوایل ماه اوت، کرواسی عملیات طوفان را آغاز کرد، حمله ای که به سرعت بیشتر مناطق را از مقامات جمهوری صربستان کراجینا بازپس گرفت و منجر به مهاجرت گسترده جمعیت صربستان شد. تخمین زده می‌شود که تعداد صرب‌هایی که قبل، حین و بعد از عملیات فرار کرده‌اند، از ۹۰۰۰۰ تا ۲۰۰۰۰۰ نفر است.
در نتیجه این عملیات، چند ماه بعد جنگ بوسنی با مذاکره بر سر قرارداد دیتون پایان یافت. ادغام مسالمت آمیز مناطق باقی مانده تحت کنترل صربستان در شرق اسلاوونی در سال ۱۹۹۸ تحت نظارت سازمان ملل کامل شد. اکثر صرب‌هایی که از کراجینا سابق گریخته بودند به دلیل ترس از خشونت قومی، تبعیض و مشکلات بازپس‌گیری اموال بازنگشتند. و دولت کرواسی هنوز به شرایط لازم برای ادغام مجدد کامل دست نیافته‌است. بر اساس گزارش کمیساریای عالی پناهندگان سازمان ملل، حدود ۱۲۵۰۰۰ صرب قومی که از جنگ ۱۹۹۱–۱۹۹۵ گریخته‌اند به عنوان بازگشته به کرواسی ثبت شده‌اند که حدود ۵۵۰۰۰ نفر از آنها به‌طور دائم باقی می‌مانند.

### از پایان جنگ
کرواسی در سال به عضویت شورای اروپا درآمد. در حالی که سال‌های ۱۹۹۶ و ۱۹۹۷ دوره بهبود پس از جنگ و بهبود شرایط اقتصادی بود، کرواسی در سال‌های ۱۹۹۸ و ۱۹۹۹ دچار رکود اقتصادی شد که منجر به بیکاری هزاران نفر شد.
باقیمانده کراینا سابق، در مجاورت یوگسلاوی FR، در مورد روند ادغام مجدد صلح آمیز با دولت کرواسی مذاکره کرد. توافقنامه موسوم به اردوت این منطقه را تحت الحمایه موقت اداره انتقالی سازمان ملل برای اسلاونیای شرقی، بارانیا و سیرمیوم غربی قرار داد. این منطقه تا سال ۱۹۹۸ به‌طور رسمی به کرواسی ادغام شد.
دولت فرانجو توجمان محبوبیت خود را از دست داد زیرا به دلیل دخالت در معاملات مشکوک خصوصی‌سازی در اوایل دهه ۱۹۹۰ و همچنین به دلیل انزوای بین‌المللی مورد انتقاد قرار گرفت. این کشور در سال‌های ۱۹۹۸ و ۱۹۹۹ یک رکود خفیف را تجربه کرد.
توجمان در سال ۱۹۹۹ درگذشت و در اوایل انتخابات پارلمانی سال ۲۰۰۰، دولت ملی‌گرای اتحاد دموکراتیک کرواسی (HDZ) با ائتلاف چپ میانه تحت حزب سوسیال دمکرات کرواسی جایگزین شد و ایویکا راچان به عنوان نخست‌وزیر جایگزین شد. در همان زمان، انتخابات ریاست جمهوری برگزار شد که توسط یک میانه‌رو، استیپان مسیچ، پیروز شد. دولت جدید راچان قانون اساسی را اصلاح کرد و سیستم سیاسی را از نظام ریاستی به نظام پارلمانی تغییر داد و اکثر اختیارات اجرایی ریاست جمهوری را از رئیس‌جمهور به نهادهای پارلمان و نخست‌وزیر منتقل کرد.
دولت جدید همچنین چندین پروژه ساختمانی بزرگ از جمله مسکن با حمایت دولت، تلاش‌های بازسازی بیشتر برای امکان بازگشت پناهجویان و ساخت بزرگراه A1 را آغاز کرد. این کشور در این سال‌ها به رشد اقتصادی قابل توجهی دست یافت، در حالی که نرخ بیکاری تا سال ۲۰۰۱ افزایش یافت و سرانجام شروع به کاهش کرد. کرواسی در سال ۲۰۰۰ به عضویت سازمان تجارت جهانی (WTO) درآمد و در سال ۲۰۰۳ عضویت کرواسی به اتحادیه اروپا را آغاز کرد.

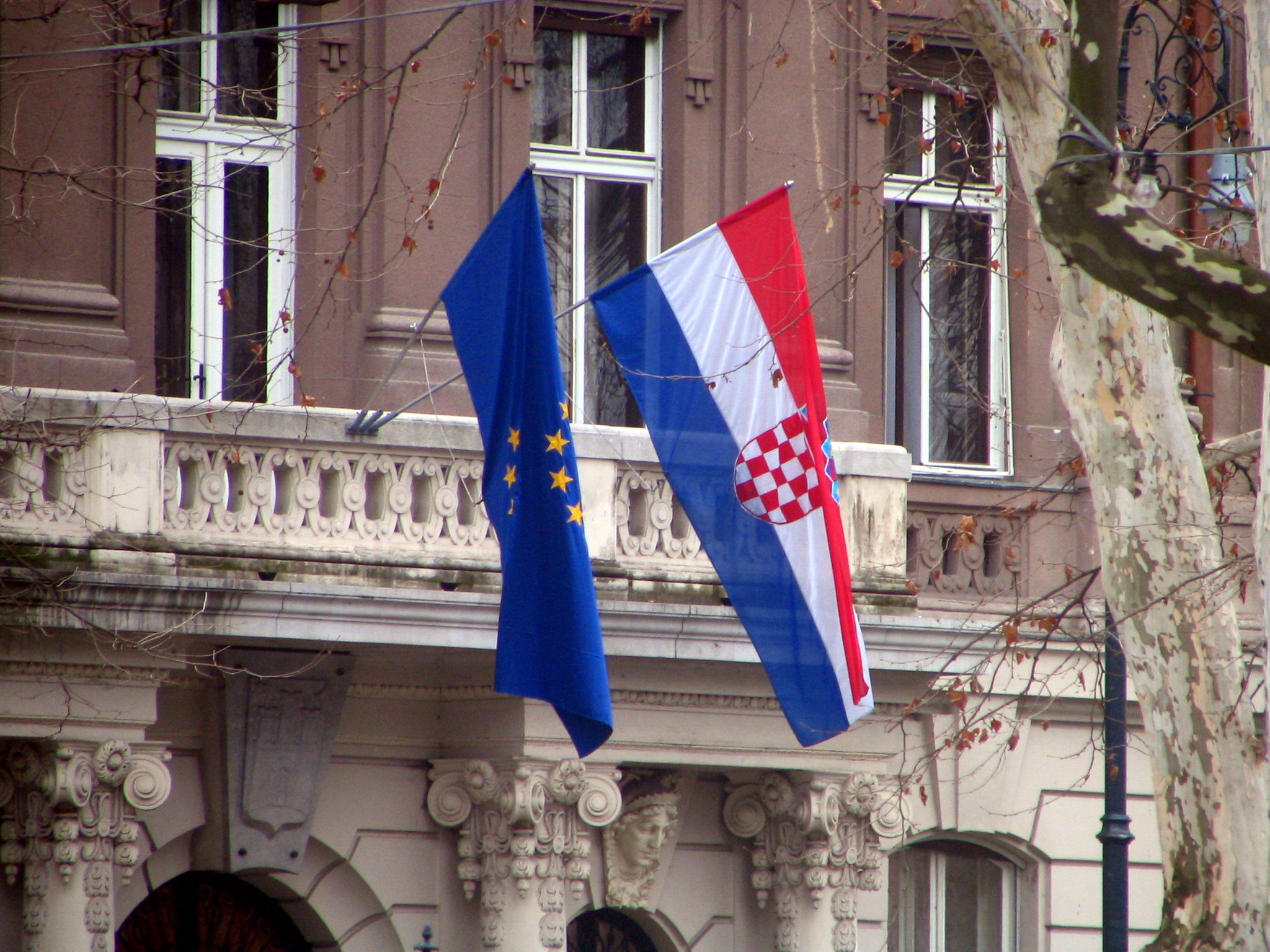
پرچم کرواسی همراه با پرچم اروپا بر روی ساختمان وزارت امور خارجه و اروپا در زاگرب به عنوان نمادی از عضویت کرواسی در شورای اروپا و اتحادیه اروپا به اهتزاز درآمد.

در اواخر سال ۲۰۰۳، انتخابات پارلمانی جدید برگزار شد و یک حزب اصلاح‌شده HDZ به رهبری ایوو سنادر، که نخست‌وزیر شد، پیروز شد. الحاق اروپا به دلیل مناقشات در مورد استرداد ژنرال‌های ارتش به دادگاه جنایی بین‌المللی یوگسلاوی سابق (ICTY) از جمله آنته گوتووینا فراری به تعویق افتاد.
سنادر در انتخابات پارلمانی سال ۲۰۰۷ که با مناقشه نزدیک بود دوباره انتخاب شد. سایر پیچیدگی‌ها همچنان روند مذاکرات اتحادیه اروپا را متوقف می‌کند، به ویژه محاصره اسلوونی برای الحاق کرواسی به اتحادیه اروپا در سال‌های ۲۰۰۸–۲۰۰۹. در ژوئن ۲۰۰۹، صنادر به‌طور ناگهانی از سمت خود استعفا داد و جادرانکا کوسور را به جای او معرفی کرد. کوسور اقدامات ریاضتی را برای مقابله با بحران اقتصادی معرفی کرد و یک کمپین ضد فساد را با هدف مقامات دولتی راه اندازی کرد. در اواخر سال ۲۰۰۹، کوسور با بوروت پاهور، نخست‌وزیر اسلوونی موافقت‌نامه‌ای امضا کرد که به پیوستن به اتحادیه اروپا اجازه ادامه داد.
در انتخابات ریاست جمهوری کرواسی، ۲۰۰۹–۲۰۱۰، ایوو یوسیپوویچ، نامزد SDP، یک پیروزی قاطع به دست آورد. صنادر در سال ۲۰۱۰ سعی کرد به HDZ بازگردد، اما پس از آن اخراج شد و USKOK به زودی او را به اتهامات متعدد فساد دستگیر کرد.
در نوامبر ۲۰۱۲، دادگاهی در کرواسی ایوو صنادر، نخست‌وزیر سابق را که از سال ۲۰۰۳ تا ۲۰۰۹ در سمت خود بود، به دلیل دریافت رشوه به ۱۰ سال زندان محکوم کرد. صنادر سعی کرد استدلال کند که پرونده علیه او انگیزه سیاسی دارد.
در سال ۲۰۱۱، موافقتنامه الحاق منعقد شد که به کرواسی کاملاً واضح برای پیوستن به آن، منعقد شد.
انتخابات پارلمانی کرواسی در سال ۲۰۱۱ در ۴ دسامبر ۲۰۱۱ برگزار شد و ائتلاف کوکوریکو پیروز شد. پس از انتخابات، دولت چپ میانه به رهبری نخست‌وزیر جدید زوران میلانوویچ تشکیل شد.

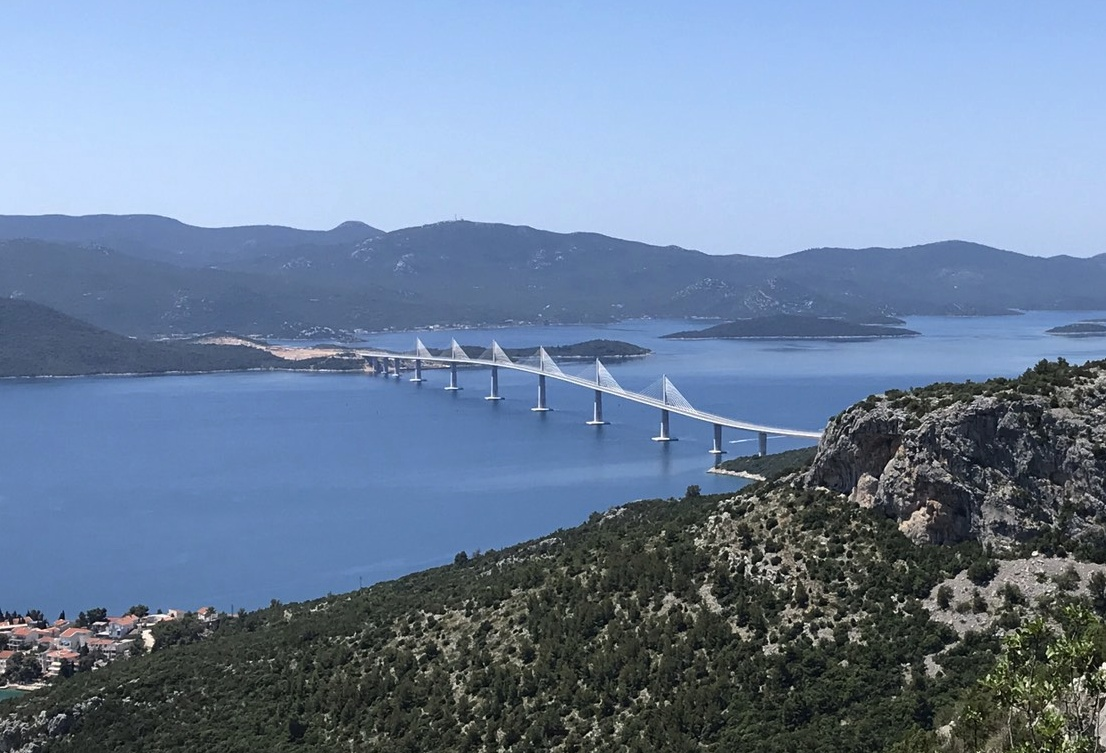
پل Pelješac در ژوئن ۲۰۲۲.

پس از تصویب معاهده الحاق ۲۰۱۱ و همه‌پرسی موفقیت‌آمیز عضویت کرواسی در اتحادیه اروپا در سال ۲۰۱۲، کرواسی در ۱ ژوئیه ۲۰۱۳ به اتحادیه اروپا پیوست
در انتخابات ریاست جمهوری کرواسی ۲۰۱۴–۱۵، کولیندا گرابار-کیتاروویچ اولین رئیس‌جمهور زن کرواسی شد.
انتخابات پارلمانی کرواسی در سال ۲۰۱۵ منجر به پیروزی ائتلاف میهنی شد که دولت جدیدی را با پل لیست‌های مستقل تشکیل داد. با این حال، رای عدم اعتماد کابینه تیهومیر اورشکوویچ را سرنگون کرد. پس از انتخابات پارلمانی کرواسی در سال ۲۰۱۶، کابینه آندری پلنکوویچ تشکیل شد.
در ژانویه ۲۰۲۰، زوران میلانوویچ، نخست‌وزیر سابق سوسیال دموکرات (SDP) در انتخابات ریاست جمهوری پیروز شد. او کولیندا گرابار-کیتاروویچ از حزب حاکم کرواسی دموکراتیک (HDZ) را شکست داد. در مارس ۲۰۲۰، زاگرب، پایتخت کرواسی ، زلزله ای به بزرگی ۵٫۳ ریشتر را تجربه کرد که خسارت قابل توجهی به این شهر وارد کرد. در ژوئیه ۲۰۲۰، حزب حاکم راست میانه HDZ در انتخابات پارلمانی پیروز شد. در ۱۲ اکتبر ۲۰۲۰، دانیجل بزوک، یک راست افراطی ، اقدام به حمله به ساختمان دولت کرواسی کرد، در این فرایند یک افسر پلیس را زخمی کرد و سپس خود را کشت. در دسامبر ۲۰۲۰. بانوینا یکی از مناطق کمتر توسعه یافته کرواسی توسط زمین لرزه ۶٫۴ متری لرزید که چندین نفر را کشت و شهر پترینیا را ویران کرد. در طول دو سال و نیم همه‌گیری جهانی COVID-19، ۱۶۱۰۳ شهروند کرواسی بر اثر این بیماری جان خود را از دست دادند. در مارس ۲۰۲۲، یک هواپیمای بدون سرنشین Tu-141 ساخت شوروی در زاگرب سقوط کرد که به احتمال زیاد به دلیل تهاجم روسیه به اوکراین در سال ۲۰۲۲ بود. در ۲۶ ژوئیه ۲۰۲۲، مقامات کرواسی پل Pelješac را افتتاح کردند و به این ترتیب جنوبی‌ترین بخش کرواسی را با بقیه کشور متصل کرد. در ۱ ژانویه ۲۰۲۳ کرواسی به عضویت هر دو منطقه یورو و منطقه شنگن درآمد.

## کتابشناسی - فهرست کتب
- Roy Adkins; Lesley Adkins (2008). The War for All the Oceans. پنگوئن بوکس. ISBN 978-0-14-311392-8. Retrieved 18 October 2011.
- Damir Agičić; Dragutin Feletar; AnitaFilipčić; Tomislav Jelić; Zoran Stiperski (2000). Povijest i zemljopis Hrvatske: priručnik za hrvatske manjinske škole [History and Geography of Croatia: Minority School Manual] (به کروات). ISBN 978-953-6235-40-7. Retrieved 18 October 2011.
- Ivo Banac (1984). The national question in Yugoslavia: origins, history, politics. Cornell University Press. ISBN 978-0-8014-9493-2. Retrieved 18 October 2011.
- Mark Biondich (2000). Stjepan Radić, the Croat Peasant Party, and the politics of mass mobilization, 1904–1928. University of Toronto Press. ISBN 978-0-8020-8294-7. Retrieved 18 October 2011.
- Peterjon Cresswell (10 July 2006). Time Out Croatia (First ed.). London, Berkeley & Toronto: Time Out Group Ltd & Ebury Publishing, رندوم هاوس. ISBN 978-1-904978-70-1. Retrieved 10 March 2010.
- Sharon Fisher (2006). Political change in post-Communist Slovakia and Croatia: from nationalist to Europeanist. پالگریو مک‌میلان. ISBN 978-1-4039-7286-6. Retrieved 18 October 2011.
- Joerg Forbrig; Pavol Demeš (2007). Reclaiming democracy: civil society and electoral change in central and eastern Europe. The German Marshall Fund of the United States. ISBN 978-80-969639-0-4. Retrieved 18 October 2011.
- Richard C. Frucht (2005). Eastern Europe: An Introduction to the People, Lands, and Culture. ABC-CLIO. ISBN 978-1-57607-800-6. Retrieved 18 October 2011.
- Mirjana Kasapović, ed. (2001). HRVATSKA POLITIKA 1990. -2000 [Croatian Politics 1990–2000] (به کروات). دانشگاه زاگرب, Faculty of Political Science. ISBN 978-953-6457-08-3. Retrieved 18 October 2011.
- Matjaž Klemenčič; Mitja Žagar (2004). The former Yugoslavia's diverse peoples: a reference sourcebook. ABC-CLIO. ISBN 978-1-57607-294-3. Retrieved 17 October 2011.
- Frederic Chapin Lane (1973). Venice, a Maritime Republic. JHU Press. ISBN 978-0-8018-1460-0. Retrieved 18 October 2011.
- Branka Magaš (2007). Croatia through history: the making of a European state. Saqi Books. ISBN 978-0-86356-775-9. Retrieved 18 October 2011.
- Ivan Mužić (2007). Hrvatska povijest devetoga stoljeća [Croatian Ninth Century History] (PDF) (به کروات). Naklada Bošković. ISBN 978-953-263-034-3. Archived from the original (PDF) on 8 August 2019. Retrieved 14 October 2011.
- Patterson, Patrick Hyder. "The futile crescent? Judging the legacies of Ottoman rule in Croatian history". Austrian History Yearbook, vol. 40, 2009, p. 125+. online.
- Tapon, Francis (2012). The Hidden Europe: What Eastern Europeans Can Teach Us. WanderLearn Press. ISBN 978-0-9765812-2-2.